# Isla de Man

La Isla de Man situada en las islas británicas.

La Isla de Man (en inglés: Isle of Man o Mann; en manés, Ellan Vannin o Mannin) es una dependencia de la Corona británica autogobernada. Está formada por una isla principal y algunos islotes situados en el mar de Irlanda, entre las islas de Irlanda y Gran Bretaña. Es una de las naciones celtas y la patria del pueblo manés, un grupo étnico celta. El soberano es el monarca británico (actualmente Carlos III), en calidad de señor de Man, quien es representado por el gobernador general (en inglés: Lieutenant governor). Como el resto de dependencias, no forma parte del Reino Unido. Su representación internacional y defensa son responsabilidades del Gobierno del Reino Unido, si bien la isla tiene todavía una identidad internacional separada.
La isla de Man ha estado habitada desde antes de 6500 a. C. y ha recibido influencia celta gaélica desde el siglo V d. C., cuando misioneros irlandeses siguiendo las enseñanzas de San Patricio comenzaron a asentarse en la isla, y surgió el idioma manés, una rama de las lenguas gaélicas. En 627, el rey Edwino de Northumbria conquistó la isla de Man junto con la mayor parte de Mercia.  La isla pasó a ser un reino vikingo en la Edad Media, sumiso a la influencia anglosajona. En el siglo IX, los nórdicos establecieron el talasocrático Reino de las islas, que incluía la isla de Man. Magnus III, rey de Noruega de 1093 a 1103, reinó como rey de Man y las islas entre 1099 y 1103.
En 1266, el rey Magnus VI de Noruega vendió su suzeranía sobre Man al rey Alejandro III de Escocia en virtud del Tratado de Perth. Tras un período de gobierno alternativo de los reyes de Escocia e Inglaterra, la isla quedó bajo el señorío feudal de la Corona inglesa en 1399. El señorío volvió a manos de la Corona británica en 1765, pero la isla no pasó a formar parte del Reino de Gran Bretaña del siglo XVIII, ni de sus sucesores, el Reino Unido de Gran Bretaña e Irlanda y el actual Reino Unido de Gran Bretaña e Irlanda del Norte. Siempre ha conservado su autogobierno interno. En 979 se estableció el Tynwald, el parlamento democrático que aún pervive más antiguo del mundo En 1881, el Tynwald se convirtió en el primer órgano legislativo nacional del mundo en otorgar a las mujeres el derecho a votar en una elección general, aunque esto excluía a las mujeres casadas.
Durante su historia, la isla ha pertenecido a los reinos de Noruega, Escocia e Inglaterra. La isla de Man forma hoy parte de las seis naciones celtas, junto con Bretaña, Cornualles, Escocia, Gales e Irlanda.
La isla tiene 572 km² de superficie y poca elevación sobre el nivel del mar, con 621 metros de altitud máxima en el monte Snaefell. En torno a ella se ubican algunas islas pequeñas, como Calf of Man, St Patrick y St Michael. 
La economía manesa se ve reforzada por su condición de paraíso fiscal y destino bancario extraterritorial.Los seguros y los juegos de azar en línea generan cada uno el 17% del PIB, seguidos de las tecnologías de la información y la comunicación y la banca, con un 9% cada uno. Sin embargo, este estatus también ha traído consigo problemas de lavado de dinero, delitos financieros y financiación del terrorismo. La Isla de Man también es conocida por las carreras de motos TT Isla de Man y por el gato manx, una raza con cola corta o sin cola. En 2016, la UNESCO concedió a la Isla de Man el estatus de reserva de la biosfera.

## Etimología
El origen del nombre de la isla de Man es incierto. En manés la isla de Man es conocida con el nombre de Ellan Vannin. Ellan es una palabra gaélica que quiere decir isla. En cuanto a 'Man', sus formas más antiguas son las palabras Manu o Mana. El genitivo de la palabra sería Manann, que lleva a la palabra Mannin. Este término, al ser usado después de la palabra Ellan, sufre lenición y se convierte en Mhannin. Vannin se debe a la pronunciación de mh como v en las lenguas goidélicas, dando así en manés moderno el nombre de Ellan Vannin.
Estudiosos de la toponimia irlandesa relacionan el nombre de Man con el agua interpretándolo como 'a la orilla del agua'. También se fijan en el parecido del nombre de la isla con la figura mitológica celta conocida como Manannán ('hijo del mar').  De esta forma, se explicaría asimismo que Julio César llamase Mona tanto a Man como a Anglesey (Ynys Môn, nombre galés actual) y diera nombres parecidos a otros puntos de la costa del mar de Irlanda.

## Historia
La isla de Man se separó geológicamente de las islas de Gran Bretaña e Irlanda hace aproximadamente 80.000 años. La colonización de la isla se dio por vía marítima alrededor del año 6500 a. C. A lo largo de su historia, la isla ha sido visitada por piratas y mercaderes de muchas culturas. Tras establecerse una colonia irlandesa en el primer milenio, la isla de Man fue convertida al cristianismo y más tarde sufrió los ataques de vikingos noruegos. Después de ser parte de Noruega con el nombre de Reino de Man y de las Islas, la isla de Man pasó a ser posesión de la Corona escocesa y luego de la Corona inglesa. Desde 1866, la isla de Man ha sido una dependencia de la Corona británica y, como tal, cuenta con un gobierno autónomo y democrático.

### Prehistoria
La isla de Man se separó por completo de tierra firme hace 85.000 años aproximadamente, en el Mesolítico, cuando la subida del nivel del mar debido al derretimiento de los glaciares separó a la isla de Gran Bretaña por última vez. Aunque existía una conexión terrestre entre ambas islas antes de esta fecha, el lugar y características de esta conexión terrestre permanecen poco definidas. Las evidencias más antiguas de habitación humana de la isla pertenecen también al Mesolítico. Los primeros habitantes de la isla vivían en refugios naturales y se dedicaban a la recolección, pesca y caza, usaban herramientas de hueso y de piedra. La agricultura llegó a la isla en el Neolítico. Durante la Edad del Bronce se erigieron túmulos en la isla, algunos aún pueden verse hoy en día.

### Periodo celta

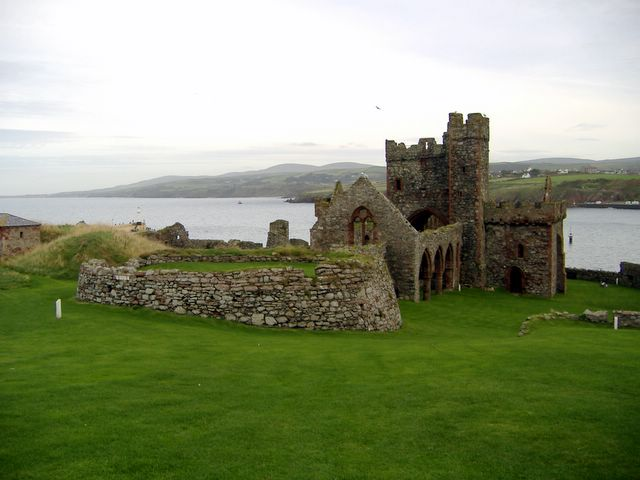
Ruinas de la catedral de Saint-Germain en la isla St Patrick.

El asentamiento de los pueblos celtas se remonta hacia el 500 a. C. Estos primeros pobladores celtas pertenecían probablemente al grupo britónico. En el año 400 se produjo en la isla una creciente influencia de la cultura irlandesa. Posteriormente, hacia el año 700, creció la inmigración irlandesa a la isla, que trajo consigo a la lengua gaélica. La lengua manesa, perteneciente a la rama goidélica de las lenguas celtas, se comenzó a desarrollar a partir de este periodo.
El cristianismo llegó a la isla de Man con el patriarca irlandés San Patricio. Posteriormente llegaron a la isla muchos sacerdotes de países celtas, y de Irlanda en particular, a efectuar misiones cristianas. Durante este tiempo la isla tenía todavía una fuerte influencia druida. Los sacerdotes cristianos edificaron pequeñas capillas dedicadas casi exclusivamente a la oración. El espacio limitado de estas edificaciones les obligaba a realizar bautismos, predicar y celebrar la misa a cielo abierto.

### Periodo vikingo
Alrededor del año 800, un gran número de vikingos se asentaron en la isla de Man. La mayoría de ellos vinieron a la isla desde Escocia, lugar donde se habían instalado en su camino hacia Irlanda. Los primeros escritos que atestiguan de manera segura la ocupación nórdica de la isla datan aproximadamente del año 900. En 979 se fundó en la isla el Tynwald, que existe hasta el día de hoy. La primera asociación formal de la isla con Noruega se dio cuando la isla fue conquistada por Magnus Pies Descalzos en 1098. Magnus III murió en 1103, y varios reyes de Noruega le sucedieron como reyes de la isla de Man, pero debido a la guerra civil que sucedió en Noruega alrededor del año 1100, les fue difícil mantener un poderío real sobre la isla.

### Edad Media, dominio británico y tiempos modernos
En 1266, la isla de Man y las islas Hébridas fueron cedidas por el reino de Noruega a Escocia por medio del Tratado de Perth. Escocia mantuvo el poder sobre la isla hasta la muerte de Alejandro III; al morir este, la isla pasó a manos de Eduardo I de Inglaterra. El poder político sobre la isla cambió repetidamente de manos hasta 1330, cuando Inglaterra consolidó su control sobre el territorio. La isla de Man permaneció bajo dominio casi exclusivo de la Corona inglesa hasta el año de 1765. Al crearse el Reino Unido, la isla pasó a formar parte de los dominios de la corona Británica. Sin embargo, la isla de Man nunca fue anexada al Reino Unido, lo que llevó en gran medida a su actual estatus como Dependencia de la Corona británica. En 1866 se otorgó mayor autonomía al Parlamento de la isla de Man y comenzó la transición hacia un sistema de gobierno democrático. Durante la Primera Guerra Mundial y la Segunda Guerra Mundial, el Gobierno británico instaló en la isla varios campos de concentración para ciudadanos y simpatizantes de las Potencias Centrales.

## Política y Gobierno
El Reino Unido es responsable de la representación internacional, defensa y el buen gobierno general de la isla de Man, mientras que el parlamento de la isla tiene autoridad sobre todos los asuntos internos. El soberano de la isla de Man es el monarca del Reino Unido en calidad de señor de Man (actualmente el rey Carlos III). Le representa en la isla un gobernador general, que es elegido por la Corona por un periodo de cinco años. La isla de Man goza de un gobierno, un parlamento y un sistema judicial del todo independiente del británico.

### Estructura
El parlamento de la isla se llama Tynwald (en manés Tinvaal), data del año 970 y es el cuerpo gubernamental que pervive aún más antiguo del mundo. Tynwald es un parlamento bicameral, compuesto por la cámara alta, el Consejo Legislativo, y por la cámara baja, llamada Cámara de las Llaves. El Consejo Legislativo (en inglés Legislative Council, en manés Choonceil Slattyssagh) está compuesto por once miembros, electos de manera indirecta y miembros ex officio, mientras que la Cámara de las Llaves (en inglés House of Keys, en manés Kiare as Feed) consta de 24 miembros elegidos por sufragio universal. En la mayoría de las situaciones, los proyectos de ley son primero revisados por la Cámara de Llaves y después por el Consejo Legislativo. Ambas cámaras se reúnen en una sola sesión como Tynwald; las reuniones se llevan a cabo el tercer martes de cada mes, comienzan a las 10:30 y pueden tener una duración de hasta tres días.

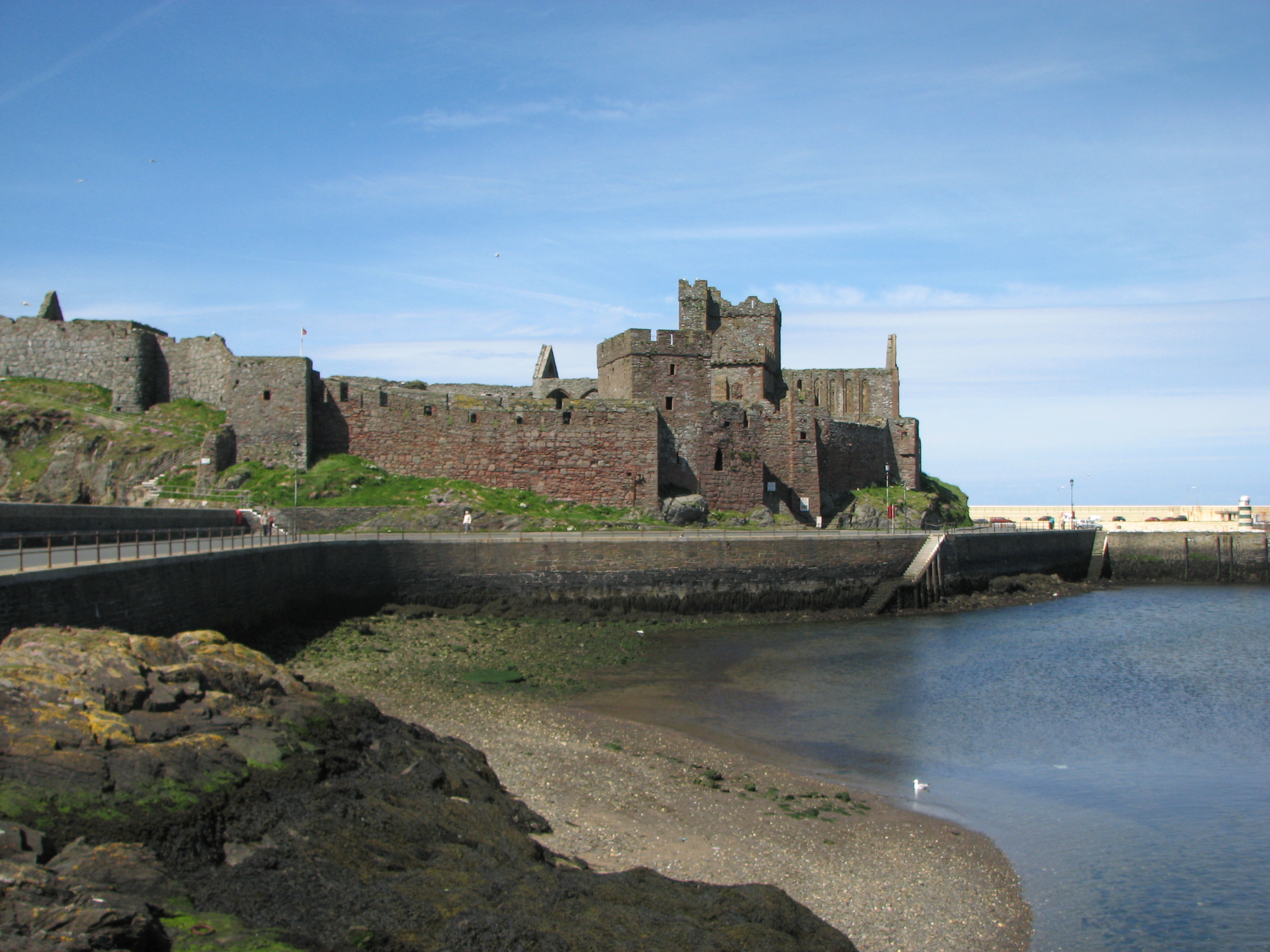
El castillo de Peel.

El poder ejecutivo de la isla está a cargo del ministro general y su Consejo de Ministros. El ministro general (actualmente Howard Quayle) es nominado por el Tynwald después de cada elección general y está encargado de elegir al Consejo de Ministros.

### Relaciones exteriores y seguridad
Según la ley británica, la isla de Man no es parte del Reino Unido. Sin embargo, el Reino Unido es responsable de las relaciones exteriores y defensa de la isla, y retiene la capacidad de legislar en ella. No hay fuerzas militares independientes en la Isla de Man. Sí existe una fuerza policíaca independiente, controlada directamente por el gobierno de la isla, pero inspeccionada de manera voluntaria por el inspectorado de policía del Reino Unido.
La isla de Man forma parte de la OCDE. El Reino Unido se incorporó a esta organización en 1961, dejando indeterminados los territorios a los que afectaba su incorporación. Después de consultar al gobierno de la isla, el 19 de julio de 1990 aclaró que su incorporación se entendía referida también a la isla de Man. La isla es miembro asimismo de la Organización Mundial del Comercio.

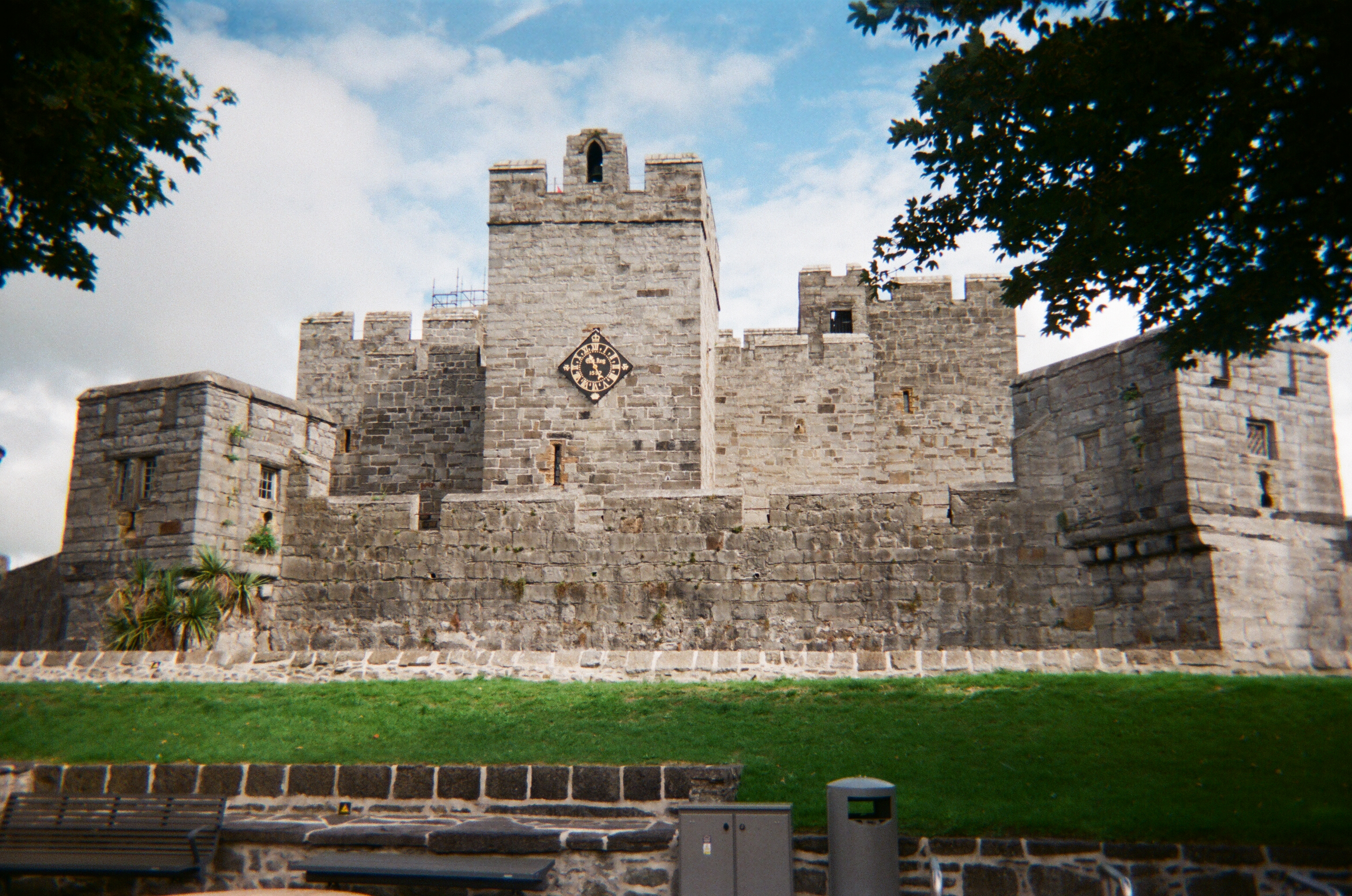
El castillo Rushen, Castletown.

#### Defensa
Como el Reino Unido se ocupa de la defensa, no hay fuerzas militares independientes en la isla de Man, aunque el HMS Ramsey está afiliado a la ciudad del mismo nombre. De 1938 a 1955 existió el Regimiento Manx del Ejército Territorial Británico, que experimentó una amplia acción durante la Segunda Guerra Mundial. En 1779 se creó el Cuerpo de Fencibles Manx, un regimiento de tres compañías de fencibles, que se disolvió en 1783 al final de la Guerra de Independencia de los Estados Unidos. Más tarde, el Royal Manx Fencibles se formó durante las Guerras Revolucionarias Francesas y las Guerras Napoleónicas. El 1.er Batallón (de 3 compañías) se levantó en 1793. Un 2.º Batallón (de 10 compañías) se levantó en 1795, y entró en acción durante la Rebelión Irlandesa de 1798. El regimiento fue disuelto en 1802. Un tercer cuerpo de Manx Fencibles fue levantado en 1803 para defender la isla durante las Guerras Napoleónicas y para ayudar a la Hacienda. Fue disuelto en 1811. En 2015 se estableció en Douglas una unidad de reclutamiento y entrenamiento de la Reserva del Ejército Británico.

#### Ciudadanía
La ciudadanía en la isla está sujeta a la ley del Reino Unido. En los pasaportes expedidos en la Oficina de Pasaportes de la Isla de Man figura "Islas Británicas - Isla de Man" en la portada. Sin embargo, los pasaportes especifican la nacionalidad simplemente como "Ciudadano británico". Los pasaportes maneses pueden ser expedidos a cualquier ciudadano británico que resida en el Reino Unido o cualquier otra Dependencia de la Corona británica. La mayoría de las leyes migratorias y residenciales de la isla son elaboradas por el gobernador General y después aprobadas por Tynwald.

### Organización político-administrativa

Autoridades locales de la Isla de Man.

#### Organización política
La isla de Man se distingue por la ausencia relativa de la política partidista. La mayoría de los políticos maneses se postulan para elección como candidatos independientes, es decir, sin pertenecer a un partido político. Aunque sí existen partidos políticos en la isla, su influencia e importancia no es tan fuerte como las de los partidos en el Reino Unido.
El partido político más importante de la isla es el recién establecido Partido Liberal Vannin (en inglés Liberal Vannin Party), que promueve una mayor independencia manesa y mayor responsabilidad por parte del gobierno. El partido político Mec Vannin, busca la independencia total del Reino Unido y el establecimiento de una república soberana en la isla.

#### Gobierno local
El gobierno local de la isla de Man está basado en el concepto de parroquias. Hay dos tipos de autoridades locales: una corporación municipal para el Borough de Douglas y cuerpos de comisionados para los distritos de Castletown, Peel, Ramsey, Kirk Michael, Onchan, Port Erin y Port St Mary. Hay también 15 'distritos parroquiales' (formados por aquellas parroquias o partes de parroquias que no quedan dentro de los distritos previamente mencionados). Las autoridades locales se encuentran bajo supervisión del Departamento de Gobierno Local y Ambiente (DOLGE por sus iniciales en inglés), que forma parte del gobierno de la isla de Man.

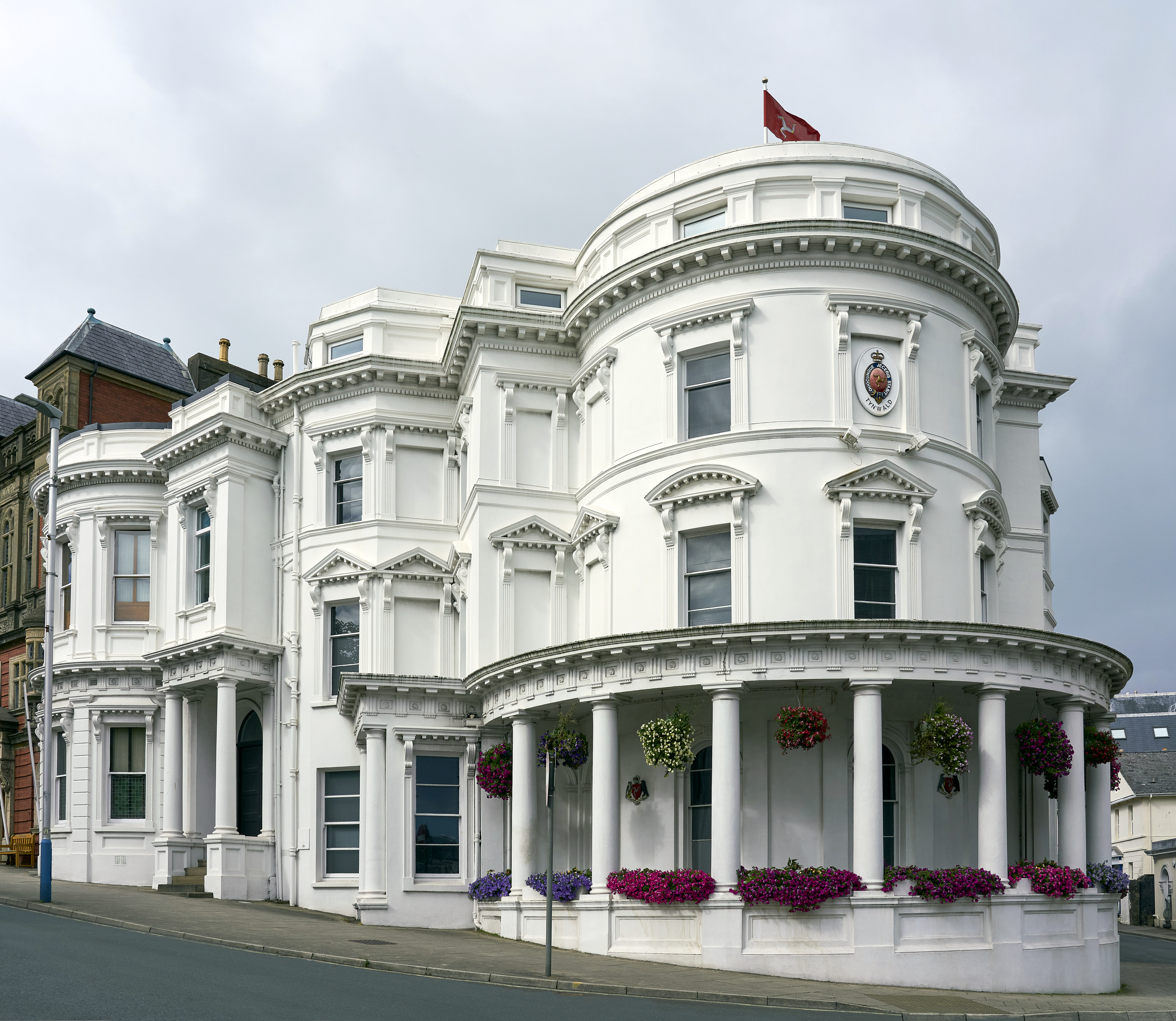
Edificio legislativo en Douglas, Isla de Man

### Elecciones
La Isla de Man elige parcialmente su asamblea legislativa a nivel nacional. El Alto Tribunal de Tynwald consta de dos cámaras. La Cámara de Llaves tiene 24 miembros, elegidos en elecciones generales para un mandato de cinco años en 12 circunscripciones de dos escaños. Cada elector tiene dos votos (pero puede optar por votar sólo a un candidato) y en cada circunscripción son elegidos los dos candidatos con más votos. El Consejo Legislativo tiene 11 miembros: tres de oficio y otros ocho elegidos por la Cámara de las Llaves para un mandato de cinco años. Los partidos políticos no desempeñan un papel importante en la Isla. En 2006, la Isla de Man rebajó la edad de voto de 18 a 16 años.
La ''Cámara de Keys'' tiene 24 miembros, escogidos en elecciones generales para un mandato de cinco años en 12 circunscripciones de dos escaños. El Consejo Legislativo tiene 11 miembros: tres miembros de oficio y otros ocho elegidos por la Cámara de Cayos para un mandato de cuatro años.
Hay elecciones a comisarios y concejales para las 21 autoridades locales de la Isla de Man, que constan de 4 autoridades municipales, 2 autoridades de distrito, 2 autoridades de pueblo y 13 autoridades parroquiales.

### Partidos Políticos

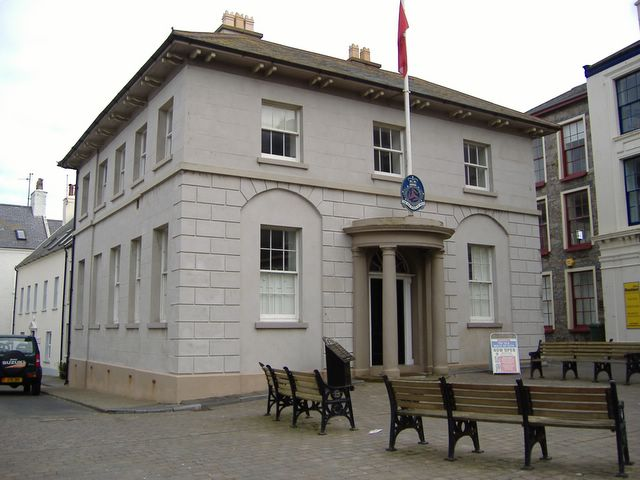
Antigua sede del parlamento local, ahora un museo

En 2023 había cuatro partidos activos políticamente: el Partido Verde de la Isla de Man, el Partido Liberal Vannin, el Partido Laborista de Manx y el Mec Vann.
El Partido Verde de la Isla de Man (manés: Partee Glass Vannin) es una organización política verde en la Isla de Man fundado en agosto de 2016 por Andrew Langan-Newton, quien todavía lidera el partido junto con el líder adjunto, Lamara Craine. Se ha logrado el éxito a nivel de autoridad local con el primer escaño ganado en una elección parcial en 2018 y hoy el partido tiene 4 miembros electos en 4 autoridades locales diferentes. El partido propone que proporciona un foro para que los ciudadanos de la Isla de Man construyan un movimiento que busque el cambio y la dirección en la política de la Isla de Man.
El Partido Verde de la Isla de Man ha adoptado los seis principios rectores de la Carta Global Verde; Sabiduría ecológica, Justicia social, Democracia participativa, No violencia, Sostenibilidad, Respeto a la diversidad.
Aunque se trata de un partido independiente, no asociado directamente a los partidos verdes de otros países, como el Partido Verde de Inglaterra y Gales, los Verdes escoceses o el Partido Verde (Irlanda), el partido es miembro de la Alianza de las Islas Verdes, que es un grupo de representantes de los partidos verdes de las islas británicas. El Partido Verde de la Isla de Man es uno de los cuatro partidos políticos de la Isla de Man, que suele ser un país en el que se presentan candidatos políticos independientes a las elecciones. 
El partido celebra una serie de eventos y conferencias de forma regular, incluida, desde 2018, una conferencia anual del partido que consiste en una asamblea general anual de los miembros del partido seguida de una conferencia abierta al público en general y a los posibles miembros.

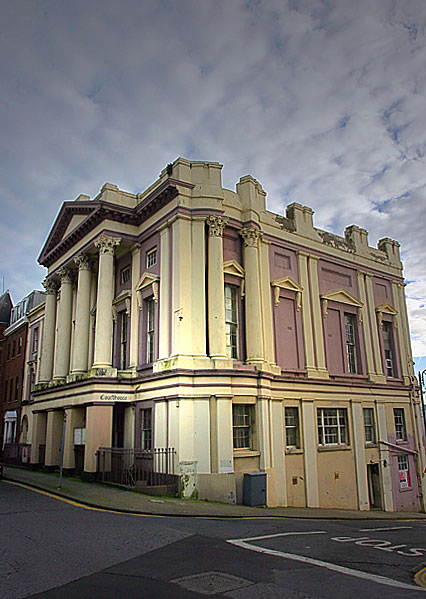
Un edificio de los Tribunales de Douglas

El Partido Liberal Vannin (LVP; Manes: Partee Libraalagh Vannin) es otro partido político de la Isla de Man. Fue fundado en 2006 por Peter Karran, entonces diputado independiente por Onchan. Karran había sido, hasta 2004, miembro del Partido Laborista de Manx. El "Vannin" del nombre del partido es una forma del nombre de la Isla de Man en el gaélico manés nativo, mientras que "Liberal" es una referencia a la posición política general del partido. El partido está dirigido actualmente por Lawrie Hooper MHK.
El Partido Liberal Vannin presentó varios candidatos en las elecciones generales de 2006 y obtuvo dos MHK. En las elecciones generales de 2011, obtuvieron tres MHK. Este resultado se repitió en las elecciones generales de 2016, pero uno de ellos renunció posteriormente al partido y otro falleció en 2020. El partido presentó 4 candidatos en las elecciones generales de Manx de 2021, de los cuales uno (Hooper) fue elegido. A partir de 2021, son uno de los dos únicos partidos en la Cámara de los Keys; los restantes 21 de los 24 miembros son independientes. El partido no tiene actualmente ningún escaño en el Consejo Municipal de Douglas.
El partido hace campaña sobre una plataforma de mayor responsabilidad y transparencia en el gobierno y también lucha por una mayor devolución del Reino Unido a la Isla de Man.
El Partido Laborista de Manx (Manés: Partee Obbraghys Vannin) es otro partido político de la Isla de Man fundado en 1918.
El Partido Laborista de Manx publicó un manifiesto de políticas en 2021. Proponía aumentar el gasto público en educación hasta un mínimo del 4% del PIB, declaraba su oposición a la privatización del sector sanitario y apoyaba el aumento del salario mínimo legal.
Mec Vannin (lit. "Hijos de Man") es un partido político que opera en la Isla de Man. Formado en 1962, pretende revocar el estatus de Man como dependencia autónoma de la Corona británica y establecer un Estado completamente soberano, que sería una república.
Sus objetivos son: Lograr la independencia nacional de Man como Estado soberano, basado en una forma de gobierno republicana. Promover y salvaguardar los intereses de Mann. Proteger los derechos individuales y colectivos de su pueblo.
Se denomina o subtitula alternativamente "Partido Nacionalista Manés", pero no debe confundirse con el Partido Nacional Manés, que era un nombre utilizado por otro partido.

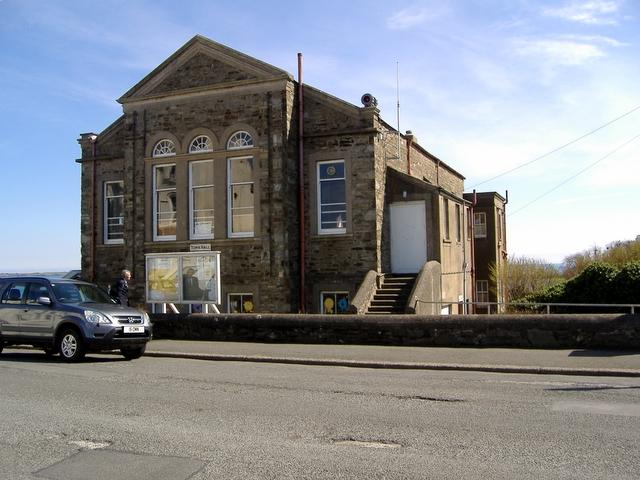
Ayuntamiento o alcaldía de Port St Mary

### Registro
El Registro General (Manés: Oik-Reccortysse) es el departamento que administra -
- los Tribunales civiles y penales de la Isla de Man
- el Tribunal Superior de Justicia de la Isla de Man
- los tribunales de entrega general
- los tribunales de jurisdicción sumaria
- los Registros
- Registro de Escrituras y Sucesiones
- Registro de la Propiedad
- Registro Civil, responsable de la inscripción de nacimientos, defunciones y matrimonios
- registro de organizaciones benéficas
- Asistencia Jurídica
- la Oficina Pública de Registros
- indemnización por lesiones penales
- registro de los profesionales del Derecho (distintos de los abogados)

El Registro General fue creado por la Ley del Registro General de 1965. Su máximo responsable es el Jefe registrador (Chief Registrar).

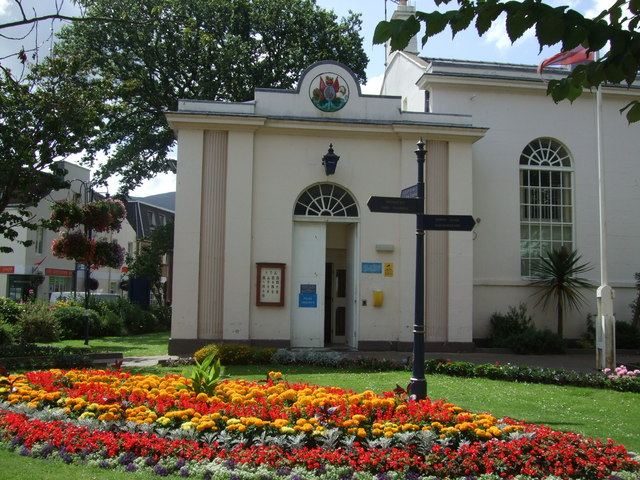
Estación de Policía de Ramsey

### Departamento de Interior
El Departamento de Interior (Manés: Rheynn Cooishyn Sthie) vela por la seguridad y la protección de la Isla de Man.
El Departamento es responsable de la Policía de la Isla de Man, el Servicio de Extinción de Incendios y Salvamento de la Isla de Man, el Servicio de Prisiones y Libertad Condicional, la planificación de emergencias y la Defensa Civil.
La actual Ministra de Justicia e Interior de la Isla de Man es Jane Poole-Wilson MHK.
Bajo su control se encuentran los siguientes organismos públicos de la Isla de Man:
- Policía de la Isla de Man
- Servicio de Extinción de Incendios y Salvamento de la Isla de Man
- Servicio de Prisiones y Libertad Condicional
- Planificación de Emergencias y Defensa Civil
- Sala de Control Conjunto de los Servicios de Emergencia

- Comisión de Comunicaciones

## Geografía

### Geografía física

Mapa de la Isla de Man.

La isla de Man es una isla en el noroeste del continente europeo, situada en el mar de Irlanda, entre las islas de Gran Bretaña e Irlanda. La isla mide aproximadamente 22 km de ancho y 52 km de largo, con un área total de 572 km². Sus coordenadas geográficas corresponden a 54°15′N 4°30′O / 54.250, -4.500.
La isla de Man posee un total de 160 km de costa, sin tener ningún cuerpo de agua de tamaño significativo dentro de la misma. La isla reclama 12 M de mar patrimonial, pero solo tiene derechos exclusivos de pesca en las primeras 3 M.
El terreno de la isla es variado. Hay áreas montañosas en el norte y en el sur, divididas por un valle central, que corre entre las ciudades de Douglas y Peel (por el que corre, en parte, el río Dhoo). El extremo norte es excepcionalmente plano, consistiendo principalmente en depósitos aumentados por la deposición de avances glaciales. Hay playas de grava, depositadas más recientemente, en la Punta de Ayre. El punto más alto de la isla es el monte Snaefell, que alcanza los 621 m s. n. m.. Según un antiguo dicho popular manés, en un día despejado se pueden ver seis reinos desde su cumbre: la isla de Man, Escocia, Inglaterra, Irlanda, Gales y el cielo. Algunas versiones mencionan siete reinos, el séptimo siendo el mar, reino de Manannán.

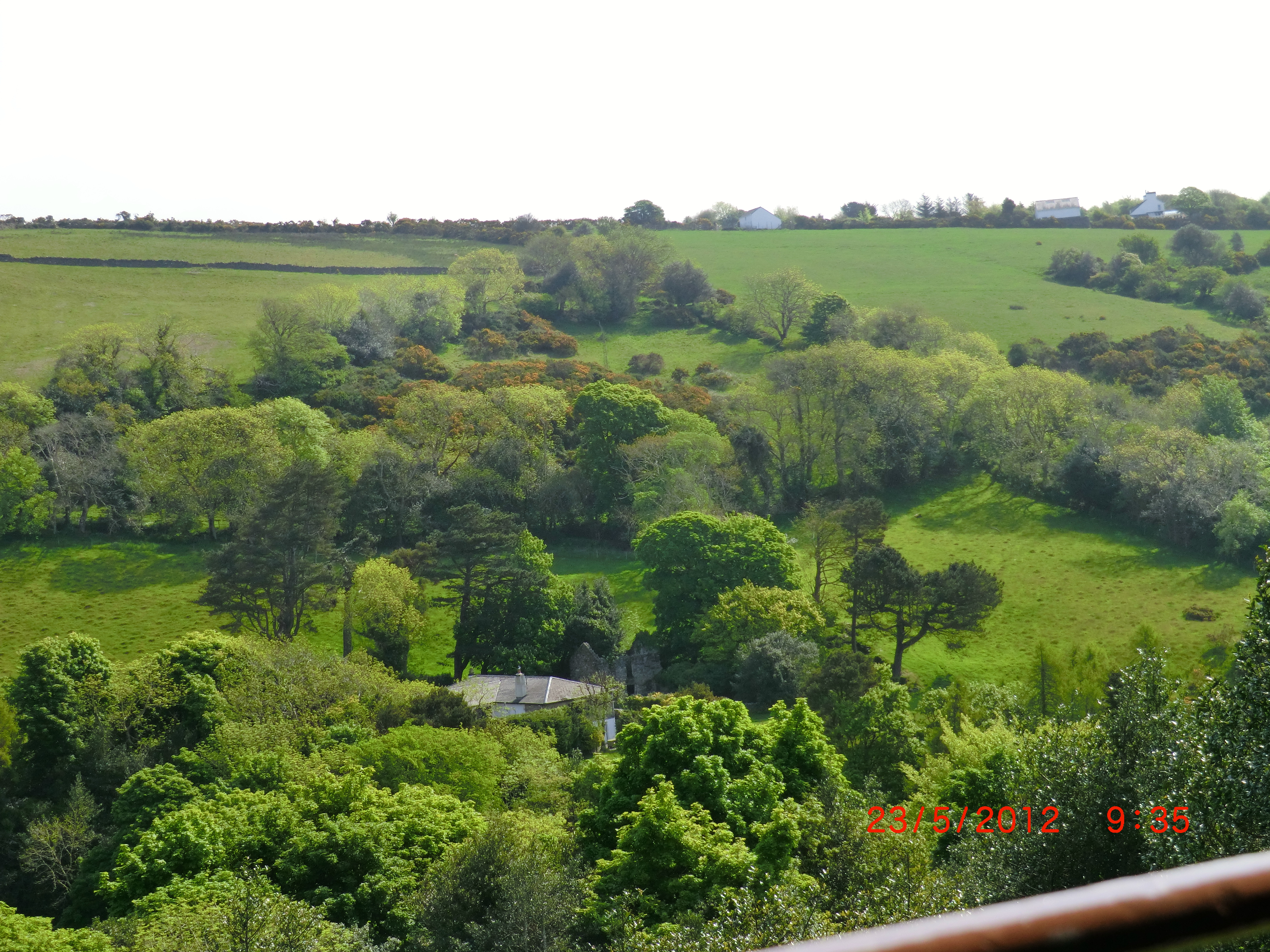
Paisaje Boscoso en la Isla de Man

### Clima

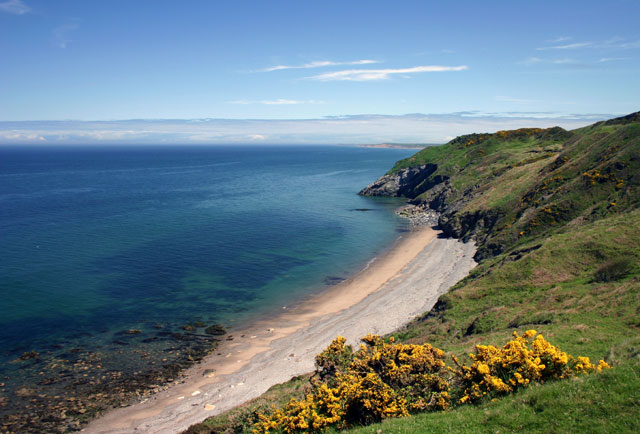
Costa de la Isla de Man

La isla de Man tiene principalmente un clima templado, con veranos frescos e inviernos templados y lluviosos. El promedio de precipitación es comparable con el del resto de las islas británicas, debido a su posición al oeste de Gran Bretaña y a su distancia suficiente de las costas de Irlanda, que permite la acumulación adecuada de humedad, con ayuda de las corrientes de aire que corren hacia el suroeste. Los lugares menos lluviosos de la isla son las costas norte y sur. El centro montañoso de la isla, en especial el monte Snaefell, son las áreas que más precipitación reciben. Snaefell recibe alrededor de 1900 mm (74,8 pulg.) de lluvia al año, a elevaciones más bajas la medida es de 800 mm (31,5 pulg.).
Las temperaturas de la isla permanecen frescas por lo general. La temperatura máxima se registró en Ronaldsway y fue de 28.9 °C (84.0 °F). La isla no es soleada, pero sí menos nublada que otras partes de las islas británicas; los fuertes vientos ayudan a mantener a las nubes en constante movimiento.
| Parámetros climáticos promedio de Douglas, Isla de Man | Parámetros climáticos promedio de Douglas, Isla de Man | Parámetros climáticos promedio de Douglas, Isla de Man | Parámetros climáticos promedio de Douglas, Isla de Man | Parámetros climáticos promedio de Douglas, Isla de Man | Parámetros climáticos promedio de Douglas, Isla de Man | Parámetros climáticos promedio de Douglas, Isla de Man | Parámetros climáticos promedio de Douglas, Isla de Man | Parámetros climáticos promedio de Douglas, Isla de Man | Parámetros climáticos promedio de Douglas, Isla de Man | Parámetros climáticos promedio de Douglas, Isla de Man | Parámetros climáticos promedio de Douglas, Isla de Man | Parámetros climáticos promedio de Douglas, Isla de Man | Parámetros climáticos promedio de Douglas, Isla de Man |
| Mes                                                    | Ene.                                                   | Feb.                                                   | Mar.                                                   | Abr.                                                   | May.                                                   | Jun.                                                   | Jul.                                                   | Ago.                                                   | Sep.                                                   | Oct.                                                   | Nov.                                                   | Dic.                                                   | Anual                                                  |
| ------------------------------------------------------ | ------------------------------------------------------ | ------------------------------------------------------ | ------------------------------------------------------ | ------------------------------------------------------ | ------------------------------------------------------ | ------------------------------------------------------ | ------------------------------------------------------ | ------------------------------------------------------ | ------------------------------------------------------ | ------------------------------------------------------ | ------------------------------------------------------ | ------------------------------------------------------ | ------------------------------------------------------ |
| Temp. máx. media (°C)                                  | 8.2                                                    | 7.9                                                    | 9.2                                                    | 11.1                                                   | 14.1                                                   | 16.3                                                   | 18.1                                                   | 18.1                                                   | 16.3                                                   | 13.6                                                   | 10.9                                                   | 8.9                                                    | 12.7                                                   |
| Temp. media (°C)                                       | 6.1                                                    | 5.7                                                    | 6.8                                                    | 8.3                                                    | 10.9                                                   | 13.3                                                   | 15.2                                                   | 15.3                                                   | 13.7                                                   | 11.3                                                   | 8.6                                                    | 6.7                                                    | 10.2                                                   |
| Temp. mín. media (°C)                                  | 3.9                                                    | 3.4                                                    | 4.4                                                    | 5.4                                                    | 7.7                                                    | 10.2                                                   | 12.2                                                   | 12.4                                                   | 11.1                                                   | 8.9                                                    | 6.3                                                    | 4.5                                                    | 7.5                                                    |
| Lluvias (mm)                                           | 82.6                                                   | 57.5                                                   | 65.6                                                   | 55.7                                                   | 50.9                                                   | 58.1                                                   | 56.2                                                   | 65.3                                                   | 75.3                                                   | 102.5                                                  | 103.1                                                  | 91.8                                                   | 864.6                                                  |
| Días de lluvias (≥ 1 mm)                               | 14.0                                                   | 10.6                                                   | 11.8                                                   | 9.9                                                    | 9.7                                                    | 9.8                                                    | 9.0                                                    | 10.8                                                   | 11.1                                                   | 14.1                                                   | 15.2                                                   | 13.9                                                   | 139.9                                                  |
| Horas de sol                                           | 54.1                                                   | 77.9                                                   | 115.9                                                  | 171.2                                                  | 227.6                                                  | 203.4                                                  | 197.4                                                  | 184.9                                                  | 138.9                                                  | 103.6                                                  | 63.5                                                   | 46.0                                                   | 1584.4                                                 |
| Fuente: Weatherbase                                    |                                                        |                                                        |                                                        |                                                        |                                                        |                                                        |                                                        |                                                        |                                                        |                                                        |                                                        |                                                        |                                                        |

### Medio ambiente
La isla de Man se separó de las islas de Bretaña e Irlanda hace aprox. 8500 años. El aumento del nivel de mar y el retroceso de los glaciares permitió un tiempo relativamente corto para que la isla fuera colonizada por especies de plantas y animales. La deforestación total de la isla durante la Edad Media contribuyó aún más al deterioro ambiental. Sin embargo se han establecido en tiempos recientes varias áreas protegidas, como el Parque de Vida Silvestre Curraghs en norte de la isla, que resguardan numerosas especies y reciben apoyo económico de varios sectores del gobierno manés. La isla cuenta con una variedad de especies de aves.

#### Flora y fauna

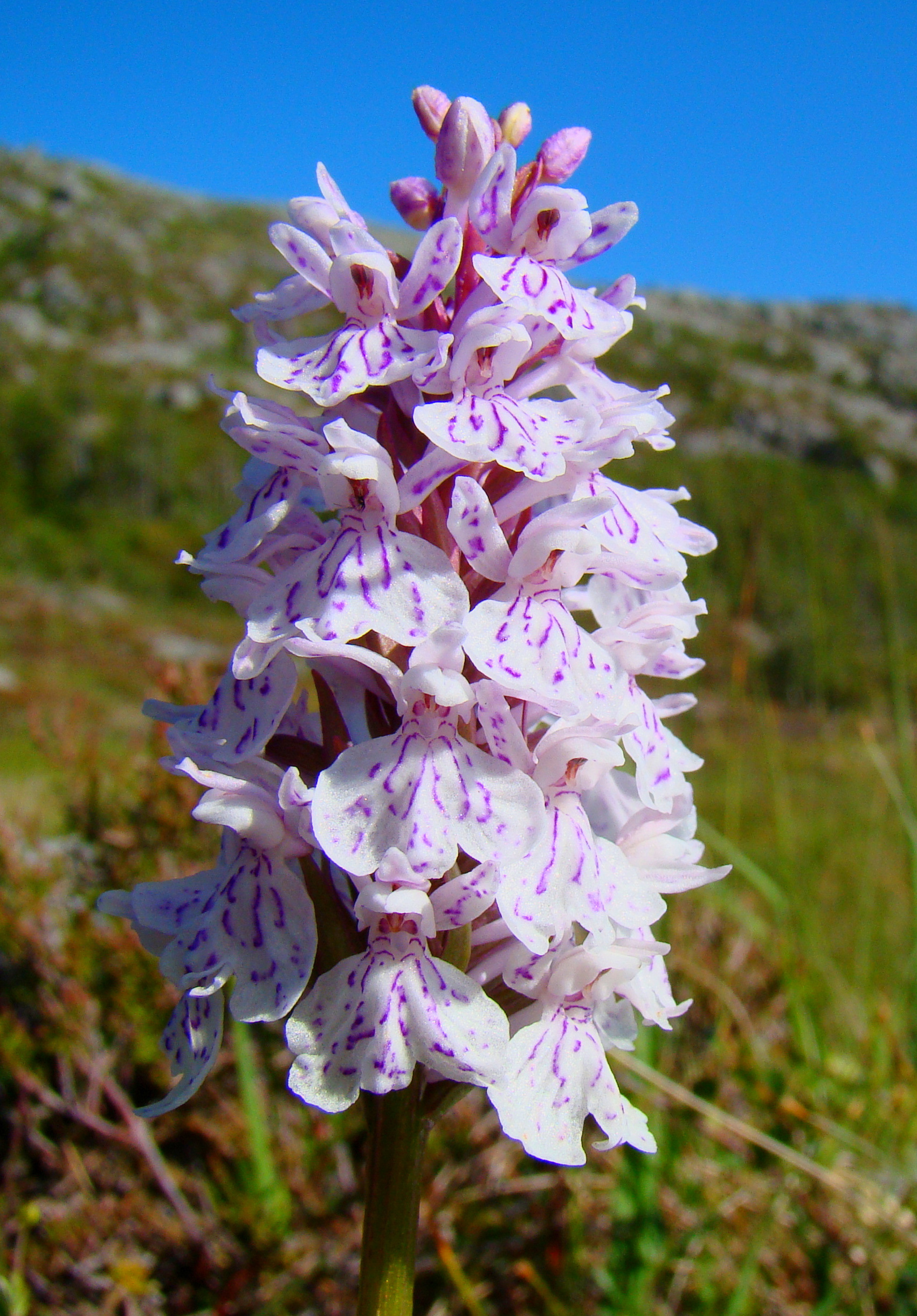
La orquídea moteada (Dactylorhiza maculata) es una de las especies encontradas en la isla.

Los curraghs, humedales localizados en el noroeste de la isla, son el refugio de muchas especies de plantas y animales. El Parque de Vida Silvestre de los Curraghs se encuentra en esta área, y funge como zoológico y como área natural protegida. Los curraghs son considerados de especial importancia porque durante el invierno son la segunda área de anidamiento más grande del gavilán rastrero en Europa. El halcón peregrino, esmerejón, petirrojo, mosquitero musical, zorzal común, acentor común, cisne y una subespecie de chochín posiblemente exclusiva de la isla, también habitan el área de los humedales. En otras partes de la isla se puede encontrar la chova, que es más común en la isla de Man que en otras partes del continente europeo. 18 especies de mariposa y 250 de polilla habitan la isla, muchas de estas especies pueden ser vistas en los curraghs en diferentes estaciones. Algunos factores socioeconómicos, como varios métodos de cultivo, han llevado a la disminución de la población de varias especies de aves en la isla. La avefría europea se ha vuelto rara y el escribano cerillo es una especie ahora extinta en la isla.
Son comunes los conejos, introducidos en la isla con la intención de erradicar a las ratas que llegaban a la isla en barco. Varias especies de escarabajos existen en la isla, entre ellos el escarabajo pelotero, el escarabajo tigre y el escarabajo minotauro.

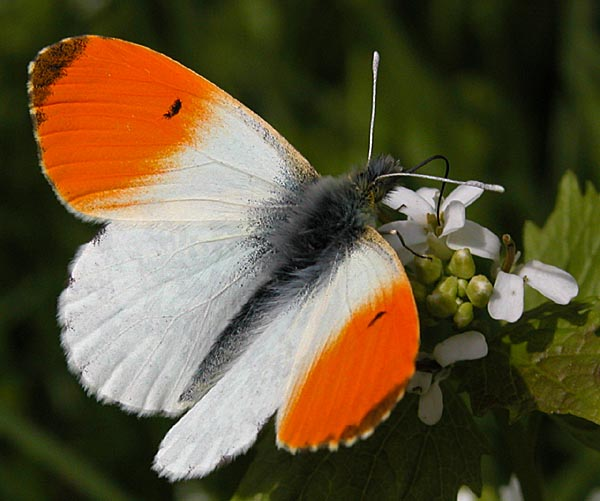
La aurora, una de 18 especies de mariposa que habitan la isla.

Las aguas del mar de Irlanda son habitadas por varias especies de peces, ostras, cetáceos, fócidos y focénidos. En el verano se vuelve común el tiburón peregrino, el segundo pez más grande del mundo. También habitan el mar, costas y acantilados varias aves como la gaviota tridáctila, gaviota argéntea, gaviota sombría, gavión atlántico, cormorán, alca común y shearwater manés.
Mucha de la flora de la isla consiste de arbustos, matorrales y otras plantas de corta estatura, se pueden encontrar también diferentes tipos de pastos y musgos. La especie de musgo sphagnum contribuye a la formación de turba, característica de las áreas más húmedas de la isla. Aunque deforestada casi por completo durante la Edad Media, hoy en día se pueden encontrar en la isla fresnos, olmos, pinos, espinos, sauces y abedules, entre otros. En los pastizales maneses es posible encontrar varias especies angiospermas, como la armería, coclearia, silene y erica. Otros tipos de plantas incluyen especies de pantano, como el helecho real y seis especies de orquídea.

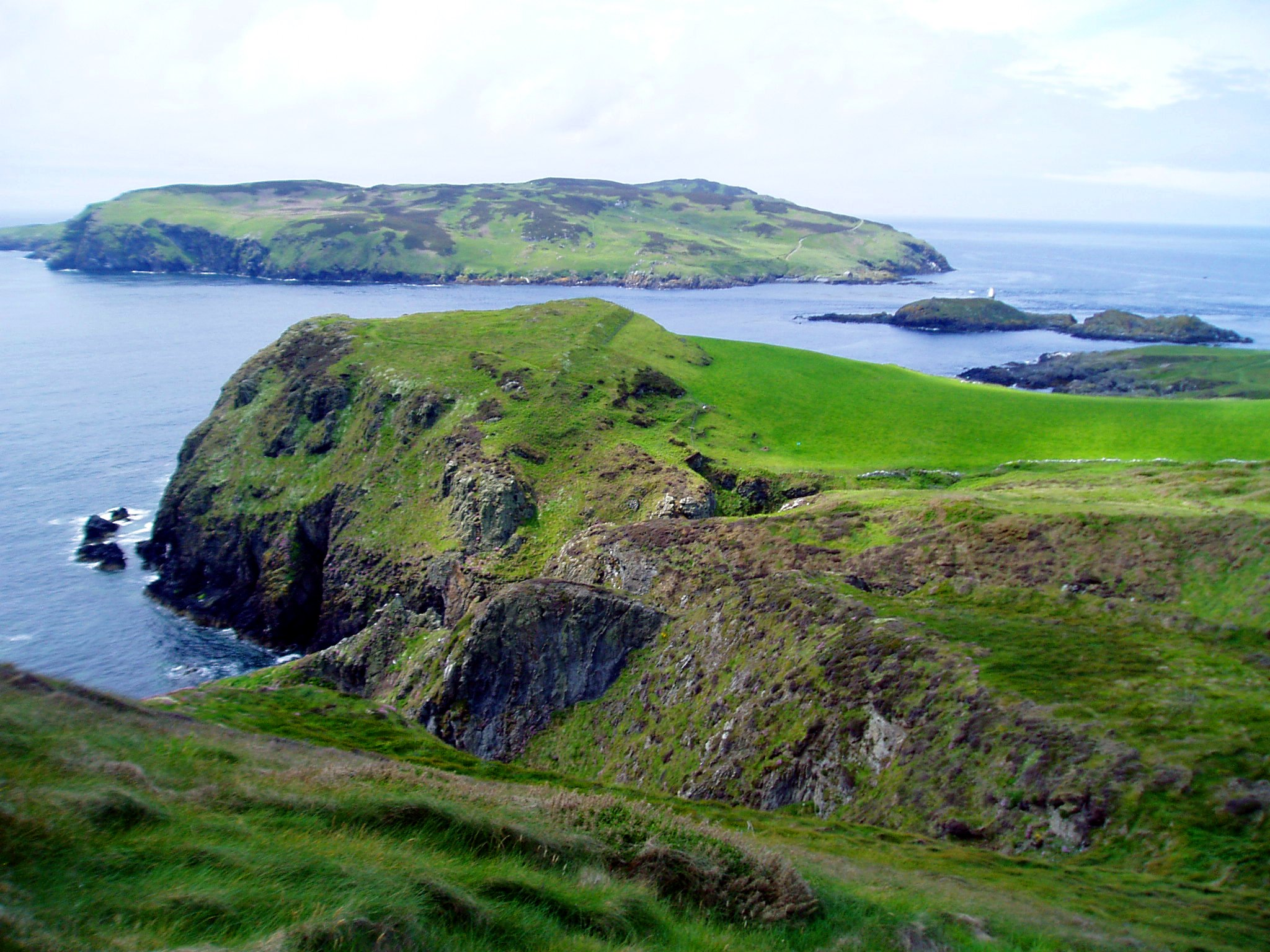
El estrecho de Calf (Calf Sound), Isla de Man

### Áreas protegidas
Por orden de importancia, existen áreas con protección internacional y después algunas áreas no reglamentadas. Tanto los ASSI y los RNM gozan del mismo nivel de protección estatutaria en virtud de la Ley de Fauna y Flora Silvestres de 1990.

#### Reservas de la Biosfera de la UNESCO
Todo el territorio de la Isla de Man, incluida toda la tierra, el mar, el agua dulce, el espacio aéreo y el lecho marino, es una Reserva de la Biosfera de la Unesco.

#### Sitios Ramsar
- Ballaugh Curraghs (2006, 193,4 ha). Tiene los mismos límites que la ASSI de Ballaugh Curraghs.
- The Ayres (propuesta en 2004 y 2005, 600 ha).[58]
- Southern Coasts & Calf of Man (Propuesto en 2004 y 2005, 2326 ha)
- Central Valley Curragh (Propuesto en 2004 y 2005, 164 ha)
- Gob ny Rona, Maughold Head & Port Cornaa (Propuesto en 2004 y 2005, 209 ha)
- Turberas de Dalby (Propuesto en 2004 y 2005, 58 ha)[59]

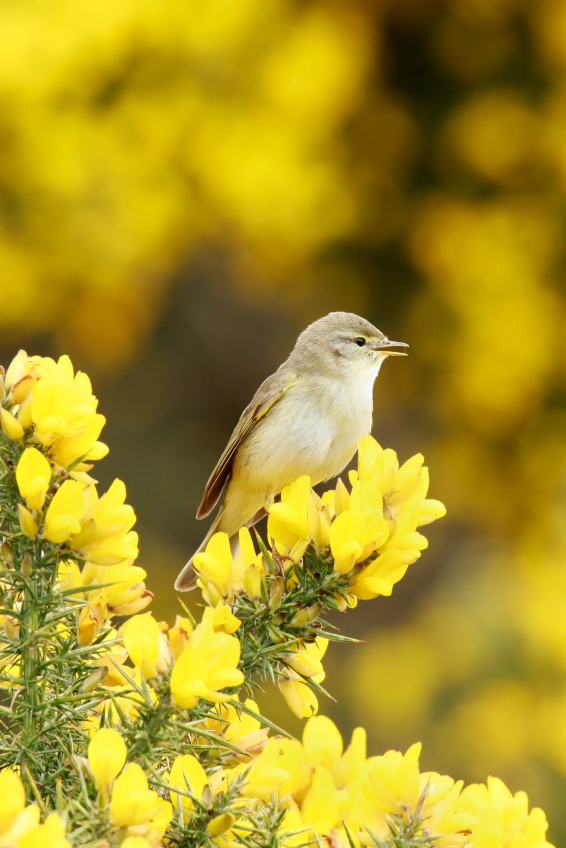
Un mosquitero musical (Phylloscopus trochilus) en la Isla de Man

#### Áreas importantes para las aves
La RSPB británica y la JNCC británica han designado cinco zonas de la Isla de Man de importancia mundial para la avifauna.
1. Acantilados marinos de la Isla de Man - 97 km de las costas este y oeste
2. Becerro de Man - 250 ha
3. The Ayres - c. 800ha
4. Ballaugh Curraghs - 374 ha
5. Colinas de la Isla de Man - 8650 ha

#### Reservas naturales nacionales
- The Ayres (2000, 272 ha)

#### Zonas de especial importancia científica
En noviembre de 2022 había 25 ASSI en la Isla de Man. Se ha designado una ASSI adicional, pero posteriormente se anuló (estuario de Ramsey). Las fechas que figuran a continuación se refieren al año de confirmación oficial.
- Ballachurry Meadows (2010, 11,9 ha)
- Pradera de Ballacrye (2005, 0,55 ha)
- Ballateare Meadow (2014, 0,96 ha)
- Ballaugh Curraghs (2005, 193,4 ha)
- Central Ayres (1996, 259,66 ha, ampliado en 2008 en 98,68 ha, total 358,35 ha)
- Cronk y Bing (2006, 17,71 ha)

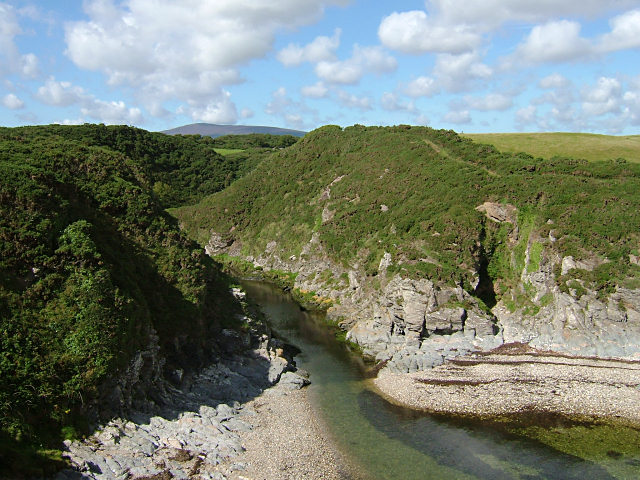
Desfiladero de Santon, Isla de Man

- Cronk y King (2014, ampliado en 2021 a 3,02 ha)
- Curragh Pharrick (2022, 4,02 ha)
- Costa de Dalby (2010, 62,1 ha)
- Dhoon Glen (2007, 20,92 ha)
- Douglas Head (2022)
- Eary Vane (2007, 3,96 ha)
- Glen Maye (2008, 15,92 ha)
- Glen Rushen (2007, 12,27 ha)
- Greeba Mountain & Central Hills (2009, 1.080,95 ha)
- Grenaby Gareys (2021, 74,82 ha)[61]
- Aeródromo de Jurby (2005, 63,04 ha)
- Langness, Derbyhaven & Sandwick (2001, 310 ha)
- Marine Drive (2021, 82,35 ha)

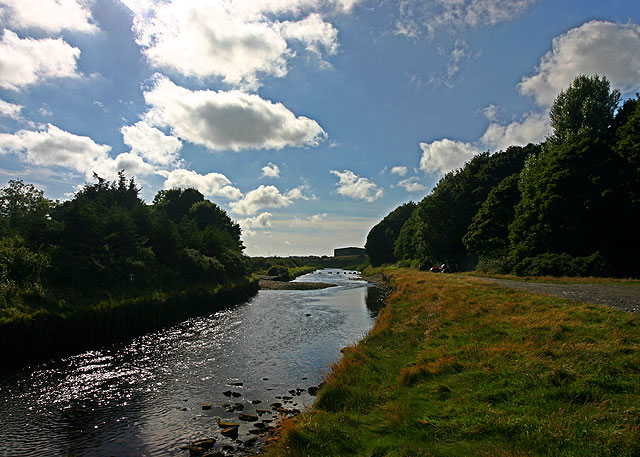
Río Sulby, Isla de Man

- Acantilados de Maughold  & Brooghs (2011, 53,63 ha)
- Port St Mary Ledges & Kallow Point (2011, 14,79 ha)
- Poyll Vaaish Coast (2007, 44,76 ha)
- Ramsey Estuary (designado, pero anulado en 2010; 15,8 ha)
- Ramsey Mooragh Shore (2006, 2,65 ha)
- Rosehill Quarry, Billown (2006, 1,37 ha)
- Santon Gorge & Port Soldrick (2012, 24,35 ha)

#### Reservas naturales marinas
En octubre de 2011 se designó una reserva natural marina en la Bahía de Ramsey. En 2018 se otorgó protección legal a otras nueve reservas naturales marinas. Las diez Reservas Naturales Marinas que se encuentran alrededor de la Isla de Man cubren más del 10% de las aguas territoriales del país, de acuerdo con los requisitos internacionales.
- Bahía de Ramsey 2011
- Baie ny Carrickey 2018
- Calf and Wart Bank 2018

- Bahía de Douglas 2018
- Langness 2018
- Bahía de Laxey 2018
- Little Ness 2018
- Bahía de Niarbyl 2018
- Bahía de Port Erin 2018
- Costa Oeste 2018

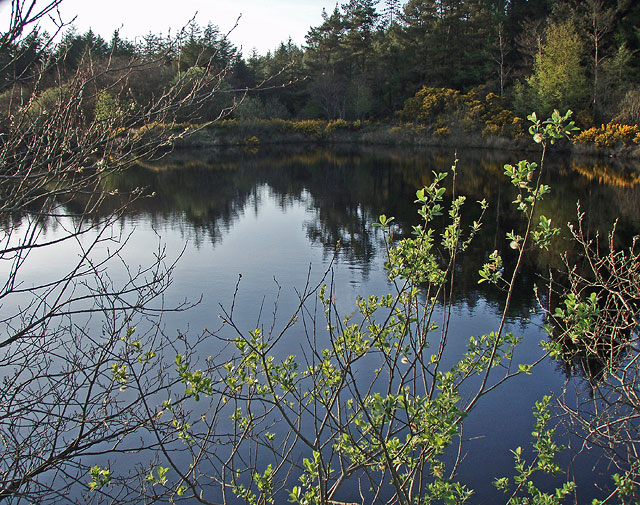
El estanque de Archallagan

- Gravera de Ayres designada en 2001, 4 hectáreas.[64] En 2019 se convirtió en una reserva natural gestionada por Manx BirdLife.[65]

#### Santuarios de aves
Los santuarios de aves fueron designados anteriormente con ese nombre en virtud de la Ley de Protección de Aves Silvestres de 1932. Esta designación fue sustituida por «zonas de especial protección para las aves» en virtud de la Ley de Vida Silvestre de 1990; sin embargo, los siguientes santuarios de aves designados anteriormente siguen estando protegidos:

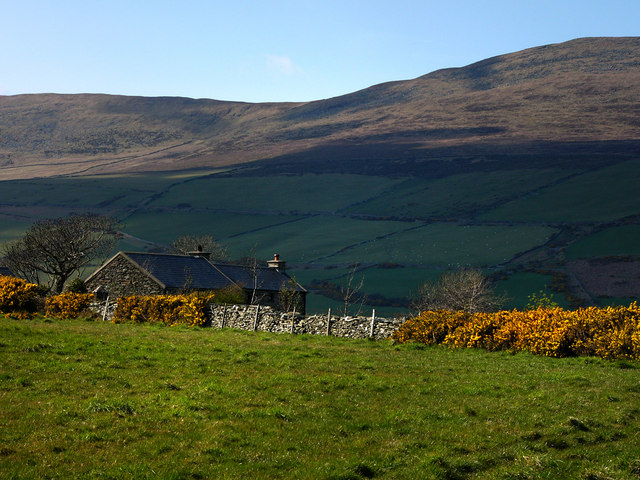
Vista desde Castel yn Ard

- "Barnell Reservoir (Patrick)" (1979) 0,02 km2.[66]
- Parque nacional y Arboreto de Tynwald" (1982).[67]
- Derbyhaven, Langness y Fort Island y las zonas costeras adyacentes" (1936).[68]
- Renscault y Ballachrink (West Baldwin)" (1978) 0,18 km2[69]
- The Willows (Ballamodha, Malew)" (1984) 0,01 km2.[70]

#### Reservas naturales y espacios naturales
- Reservas del Manx Wildlife Trust

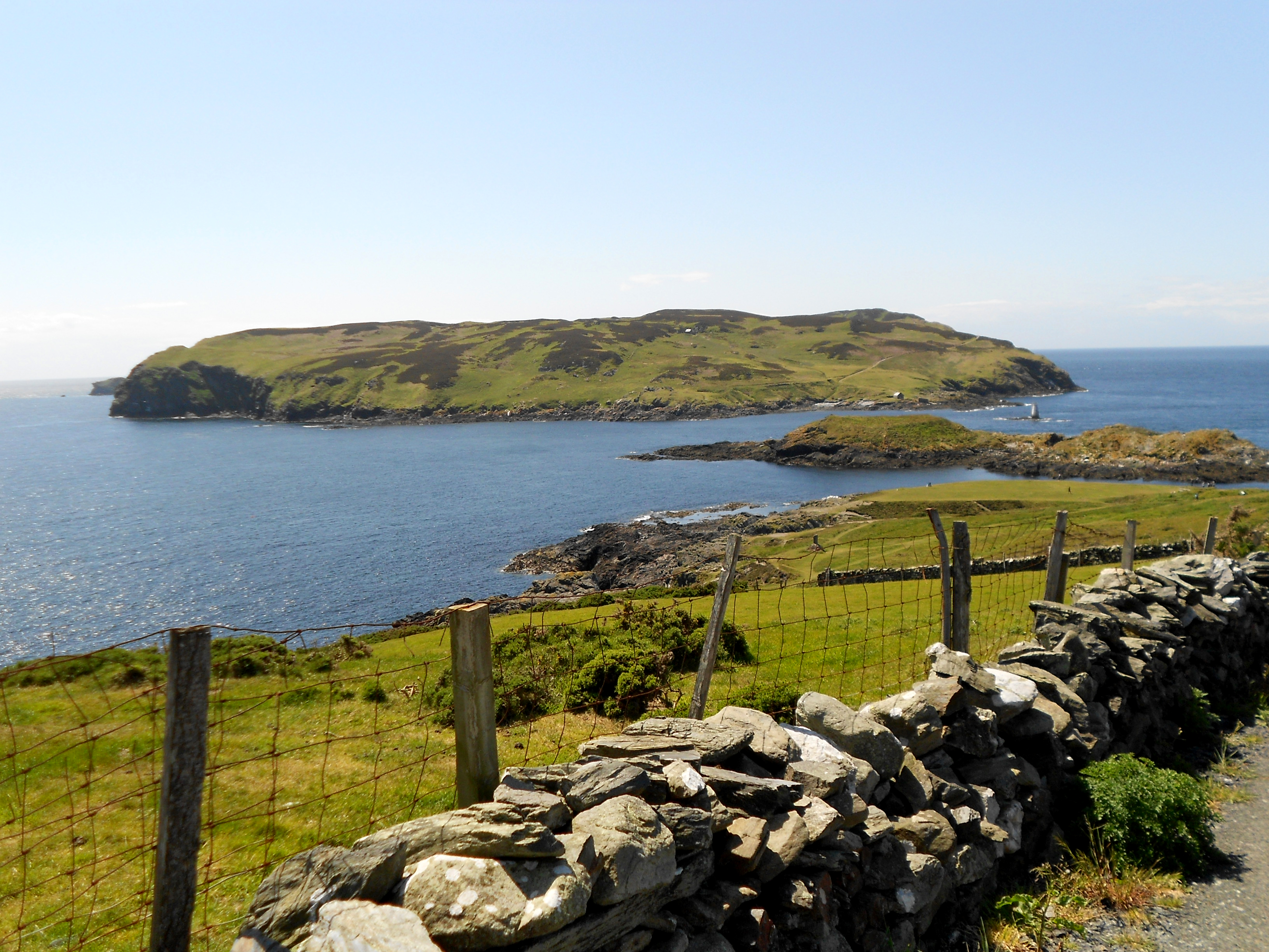
Calf of Man Isla de Man

El Manx Wildlife Trust se fundó el 6 de marzo de 1973 y (en mayo de 2023) gestiona 29 reservas naturales, incluido el Calf of Man, que se gestiona con y en nombre del Manx National Trust. Estas reservas suman 456,09 ha (1.127,0 acres), o el 0,8% de la Isla de Man.
- Parajes naturales designados

La Isla de Man cuenta (a partir de marzo de 2023) con 92 "Lugares de Vida silvestre" no estatutarios que cubren 1.230,54 hectáreas (3.040,7 acres) además de los 10,4 km de costa. A 30 de enero de 2009, el total ascendía a 45 parajes naturales, con una superficie de 195 hectáreas y 10,5 km de costa intermareal. Los espacios naturales no están reconocidos por ley, pero sí por la política gubernamental, incluida la planificación y la zonificación (por el Plan Estratégico de la Isla de Man) y la política agrícola (en virtud de la normativa de condicionalidad). Los espacios naturales figuran en el mapa MANNGIS del medio ambiente insular.

#### Otras reservas naturales
- Ballalough Reedbeds: 1,4 ha (3,5 acres) gestionadas por Castletown Commissioners
- Ballanette y Clay Head Brooghs: reserva natural, privada pero abierta al público
- Valle Snaefell: reserva natural, privada pero abierta al público
- Manx BirdLife Reserva Nacional de Ayres

#### Propiedades del Manx National Trust
Las siguientes propiedades están bajo la protección del Patrimonio Nacional de Manx:
- Ayres
- Ballaugh Curraghs
- Eary Cushlin y Creggan Mooar
- Dhoon y Bulgham Brooghs
- Killabrega

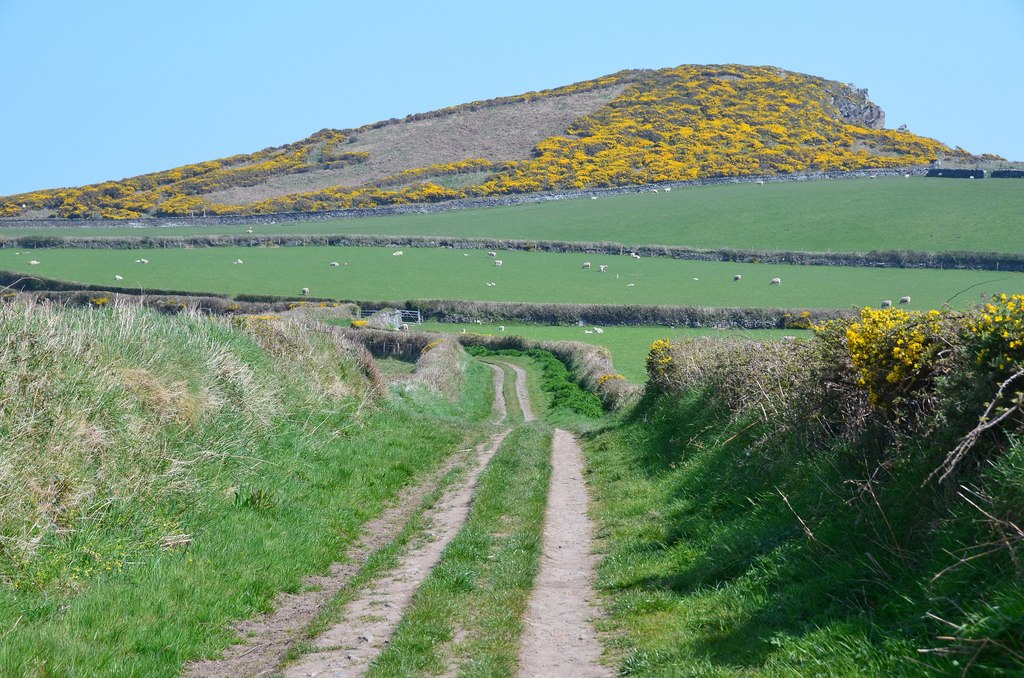
Camino cerca de Maughold Head

- Terrenos hacia el mar de Marine Drive

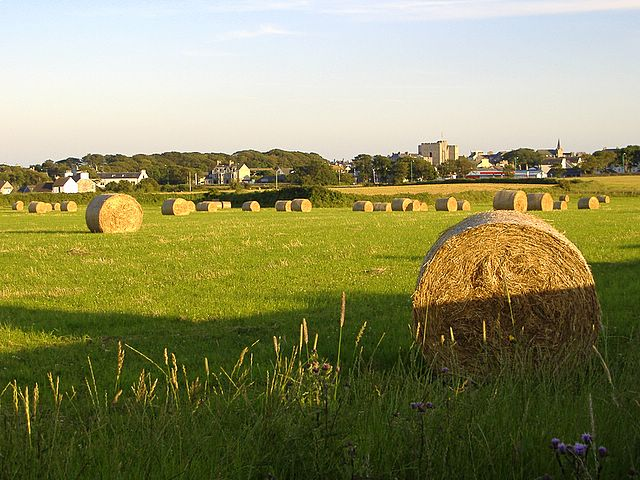
Campo agrícola cerca de Castletown, Isla de Man

- Bajo Silverdale
- Maughold Head & Brooghs y Gob ny Rona
- Niarbyl
- Sound y Calf of Man
- Alto Ballaharry

## Economía
La OCDE, el FMI y numerosos gobiernos consideran a la isla de Man un paraíso fiscal. La isla de Man mantiene una de las economías con mayor crecimiento en Europa y se encuentra en su vigésimo sexto año de crecimiento continuo. Aún durante la crisis económica de los últimos años el PIB de la isla crece un 2,5% al año en términos reales y es de aproximadamente 2000 millones de libras. La isla atrae negocios del exterior gracias a su política de bajos impuestos y su regulación financiera. El Fondo Monetario Internacional ha afirmado que las defensas de la isla contra el lavado de dinero procedente de actividades delictivas cumplen con los estándares mundiales y que la isla coopera en la lucha contra el crimen financiero internacional.
El sector financiero es el más desarrollado en la isla. Las actividades bancarias, aseguradoras, financieras y de negocios constituyen por sí solas el 36,67% del PIB de la isla, generando alrededor de 814.177.000 £ (959.100.506 €) entre 2007 y 2008.
En la isla no se cobran impuesto sobre el patrimonio, impuesto sobre actos jurídicos documentados o impuesto sobre la herencia, y el impuesto sobre la renta tiene un máximo de 20%. La cantidad máxima que un individuo puede pagar de impuestos en la isla es de 100.000 £ o 200.000 £ para una pareja si esta decide que se le cobren los impuestos en conjunto.
La empresa Canonical Ltd., creadora de la distribución de GNU/Linux Ubuntu, tiene su sede central en la capital de esta isla. La empresa PokerStars también tiene su sede central en la isla, ya que ostenta su licencia de la Comisión de Supervisión del Juego de la isla de Man.

#### Autoridad de Seguros y Pensiones

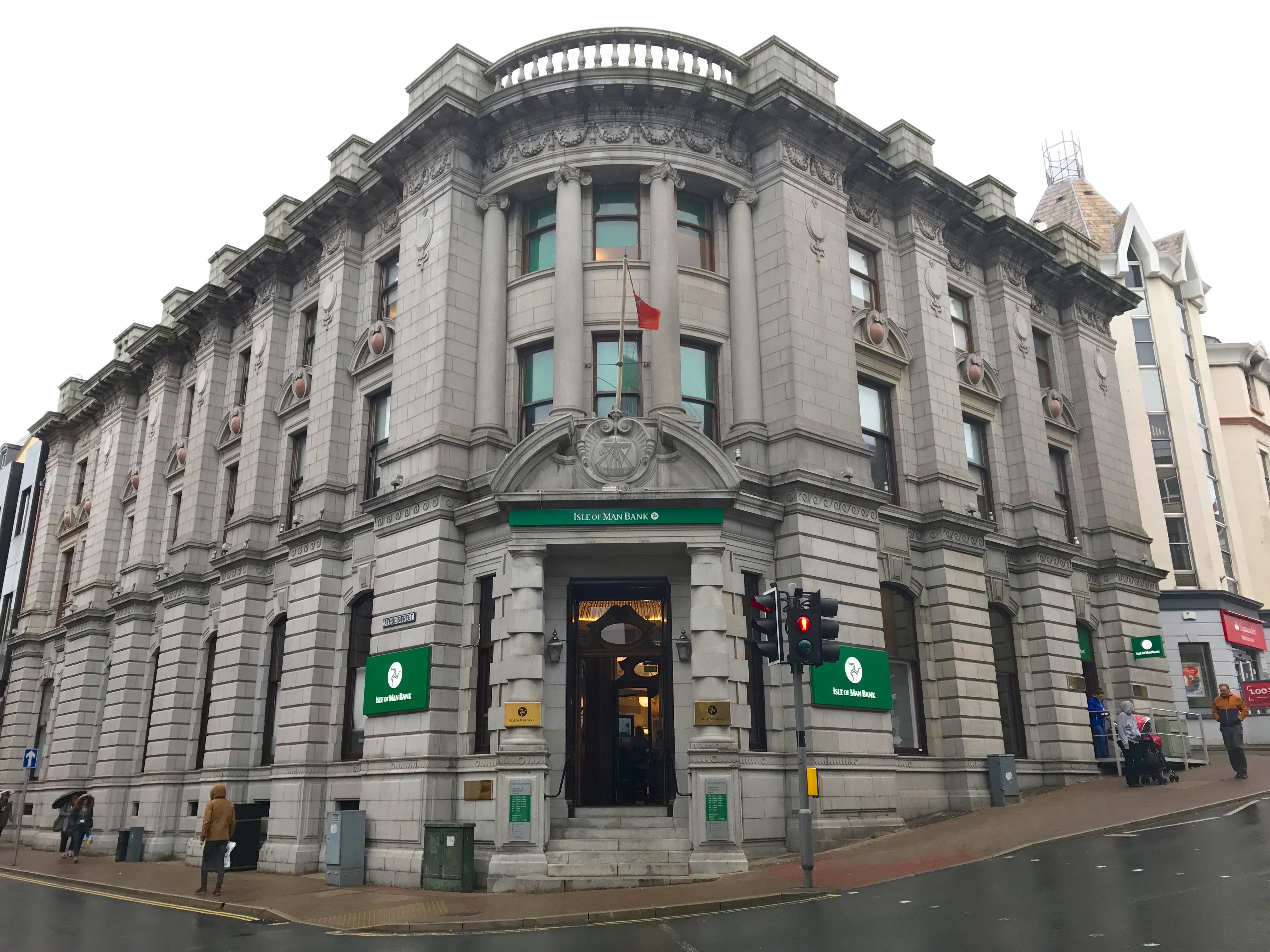
Banco de la Isla de Man

La Autoridad de Seguros y Pensiones (Manés: Lught-reill Urryssaght as Penshynyn) o IPA era el organismo legal responsable de la regulación y supervisión de las empresas de pensiones y seguros operadas en o desde la Isla de Man. En 2015, la IPA se fusionó con la Comisión de Supervisión Financiera (FSC) para formar la Autoridad de Servicios Financieros (IOMFSA).
Se creó por primera vez como Autoridad de Seguros en 1986. En 1997, sus competencias se ampliaron para incluir la supervisión de las empresas que ofrecen pensiones y productos similares, y pasó a llamarse Autoridad de Seguros y Pensiones.
Su cometido consistía en autorizar y supervisar las empresas que ejercían estas actividades en o desde la isla. También supervisaba a los corredores de seguros generales. (Los corredores que asesoran u organizan "seguros a largo plazo", por ejemplo, pólizas de vida que ofrecen beneficios de inversión, son supervisados por el otro regulador de servicios financieros de la isla, la Comisión de Supervisión Financiera).
Además, la IPA administraba el sistema de indemnización de la Isla de Man, destinado a proteger a los asegurados en caso de que una compañía de seguros de vida no pudiera hacer frente a sus obligaciones.

### El Tesoro
El Tesoro de la Isla de Man hace las veces de Ministerio de Hacienda (manés: Yn Tashtey) de la Isla de Man  y es el departamento financiero del Gobierno de la Isla. Elabora el presupuesto anual del Gobierno, y también se encarga de la fiscalidad, aduanas e impuestos especiales, asuntos económicos, sistemas de información, auditoría interna, moneda y el censo de la Isla de Man.
El Ministro del Tesoro en funciones es el Dr. Alex Allinson MHK.
El Consejo de Hacienda se creó en 1962, aunque el Vicegobernador de la Isla de Man ejercía de Ministro de Hacienda y pronunciaba el discurso presupuestario en Tynwald hasta la década de 1970.
Desde 1765 hasta 1979, la recaudación de los ingresos aduaneros en la Isla de Man corrió a cargo del personal de Aduanas e Impuestos Especiales del Reino Unido. Desde 1980, en virtud del Acuerdo de Aduanas e Impuestos Especiales de 1979 con el Reino Unido, la recaudación de los ingresos aduaneros corre a cargo de funcionarios de Man. El actual Acuerdo sobre Aduanas e Impuestos Especiales abarca los derechos de aduana y muchos otros impuestos indirectos (aunque no todos). El acuerdo, respaldado tanto por la legislación británica como por la de Man, significa que a efectos del IVA, las aduanas y la mayoría (pero no todos) los impuestos especiales, los dos territorios se tratan como uno solo. La mayoría de estos impuestos indirectos y aranceles se ponen en común y se comparten. Esto elimina la necesidad de barreras aduaneras entre los dos países. La legislación de Man  es un reflejo de la legislación británica cuando es necesario.

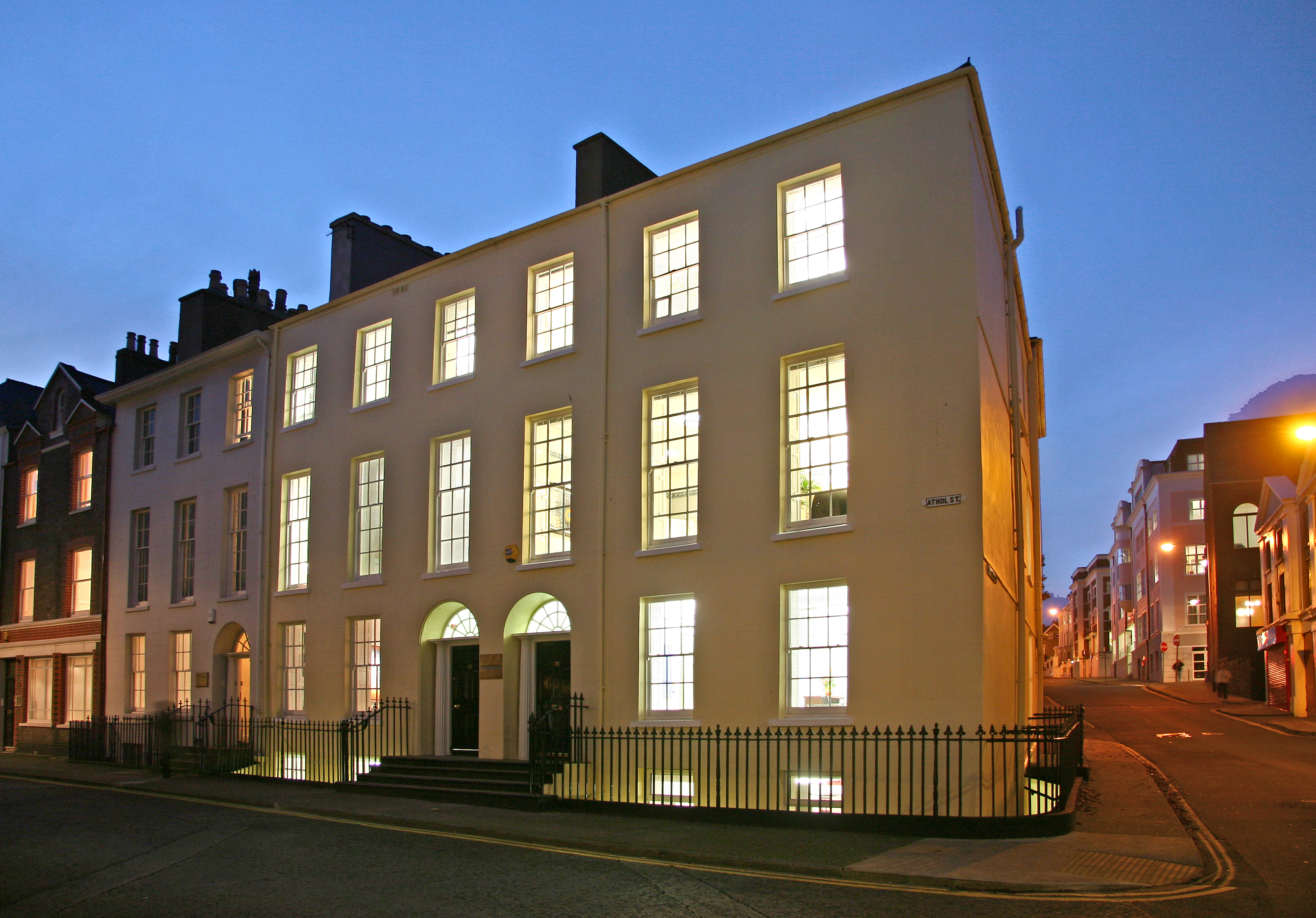
Edificios de Oficinas en la Isla de Man

### Aduanas e Impuestos Especiales
El Servicio de Aduanas e Impuestos Especiales opera desde Douglas, cerca de la estación de ferrocarril de vapor, con unos 55 empleados que cubren todos los aspectos del trabajo de Aduanas e Impuestos Especiales. En la actualidad hay unos 9.000 operadores registrados a efectos del IVA en la Isla de Man, cifra que no deja de crecer. Por término medio, se reciben más de 100 nuevas solicitudes de registro al mes. El servicio tiene como objetivo registrar a los nuevos operadores en un plazo de 7 días a partir de la solicitud, siempre que se haya facilitado toda la información pertinente.
La División de Aduanas e Impuestos Especiales también desempeña importantes funciones policiales, que van desde la investigación de delitos aduaneros locales, como el contrabando de alcohol y tabaco y el contrabando de drogas dentro y fuera de la Isla de Man, hasta la asistencia a otras jurisdicciones en la investigación del blanqueo de dinero internacional.
En el ámbito de la delincuencia financiera, la División colabora estrechamente con la Unidad de Inteligencia Financiera (UIF) y en la actualidad hay agentes de inteligencia y agentes de investigación que trabajan con sus colegas de la policía en la UIF.

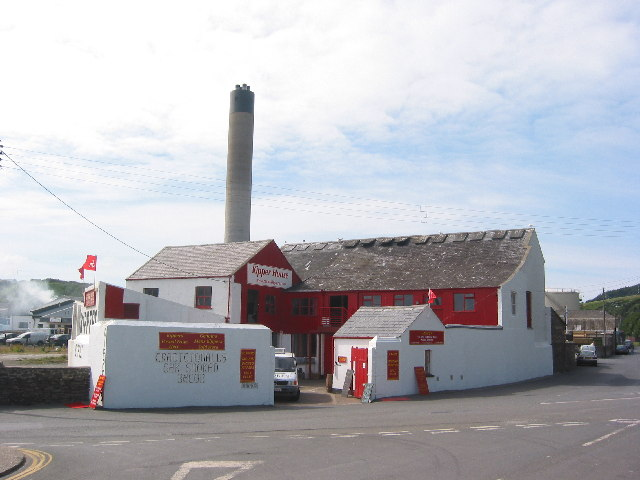
Una fábrica de la isla

La labor policial de la División contribuye a la Estrategia sobre Drogas y Alcohol del Ministro Principal, que complementa su desempeño de la labor aduanera más tradicional, incluida la asistencia en puertos y aeropuertos, el trato con los pasajeros, el examen de la carga, la mensajería y los paquetes postales, las pruebas de combustible en carretera y las visitas a los servicios de impuestos especiales. En la mayoría de estos ámbitos, los funcionarios tratan de incautarse de los artículos prohibidos y de desbaratar los intentos de introducir en la isla mercancías prohibidas o restringidas, como drogas, alcohol, tabaco, armas, material pedófilo y especies en peligro de extinción o productos cárnicos. Cuando se infringen las prohibiciones, la división colabora estrechamente y comparte información con la Policía de la Isla de Man.
La División también opera una embarcación neumática de casco rígido (RHIB) de 7,5 metros de eslora con remolque, adquirida con el producto incautado de actividades ilegales.
Anteriormente, la División disponía de un cúter Panther, pero fue donado a Sierra Leona para ser utilizado en la aplicación de la legislación pesquera.
Además de su función aduanera en relación con las prohibiciones y restricciones a la importación y exportación, la División es responsable de la administración de las licencias de exportación y los controles de exportación, que se suman a los controles sobre la retirada de artículos culturales administrados por el Patrimonio Nacional de Man. También es responsable de administrar las sanciones de la ONU y la UE, tanto las comerciales como las financieras.

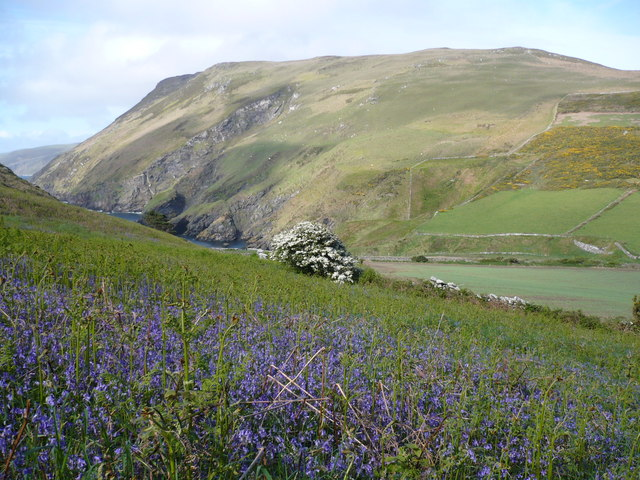
Colina de Bradda Isla de Man

### Turismo
La industria turística de la Isla de Man ha sido un elemento importante de la economía durante más de un siglo.
En sus inicios, los visitantes eran en su mayoría familias británicas adineradas. Clave para el desarrollo del sector en la era victoriana fue la introducción de conexiones por ferry con barcos de vapor entre Liverpool y la Isla de Man, el ferrocarril de la Isla de Man y el muelle Victoria de Douglas.
Más tarde, en el siglo XIX y principios del XX, la isla fue destino de familias de clase trabajadora, principalmente del norte de Inglaterra y de Irlanda. En 1964, el turismo, que ya estaba en declive, "seguía siendo responsable del 75% del valor bruto de la producción de las principales formas de industria: además, el 21% de la población activa encontraba empleo en alguna rama de la industria turística".
La época eduardiana trajo el turismo de masas "impulsado sobre todo por la industria algodonera de Lancashire", que daba a sus trabajadores "una semana de vacaciones 'Wakes week'".

Una de las casas históricas de la Isla de Man, llamada Bishopscourt

En el siglo XXI, el turismo es bastante diferente. Hoy en día, el sector del alojamiento turístico solo representa el 0,3% de la Renta Nacional Bruta (RNB) y empleaba a 629 personas en 2016.
En 2016, se estima que 135.000 turistas se alojaron en alojamientos de pago en la isla; además, casi 100.000 se alojaron con amigos o familiares, y hubo casi 60.000 visitantes de negocios, incluidos los excursionistas de un día.
A pesar del descenso histórico del turismo, muchos turistas visitan la isla por las famosas carreras TT (unos 45.000 en 2017), y por su paisaje ondulado y su costa.
El Departamento de Turismo y Ocio (Manés: Rheynn Turrysid as Soccar) era un departamento del Gobierno de la Isla de Man.Historia. El departamento se creó en 1986 como Departamento de Turismo y Transporte.
Con la adición de responsabilidades adicionales en 1990, el departamento pasó a llamarse Departamento de Turismo, Ocio y Transporte. En 1994 se produjo una reorganización departamental. El Departamento de Carreteras, Puertos y Propiedades y el Departamento de Turismo, Ocio y Transporte se convirtieron en el Departamento de Turismo y Ocio y el Departamento de Transporte. En 2010, el departamento se dividió y la función de Turismo pasó al Departamento de Desarrollo económico y la de Ocio al Departamento de Comunidad, Cultura y Ocio.

## Infraestructura

#### Transporte

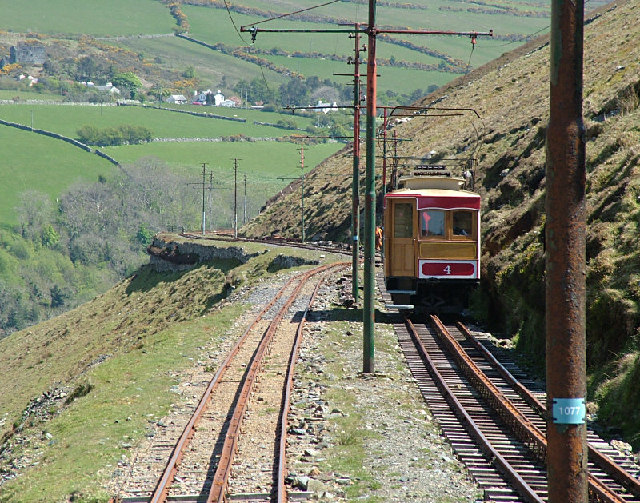
Ferrocarril eléctrico de cremallera en el monte Snaefell.

La isla de Man cuenta con un sistema extenso de carreteras y vías pavimentadas en relación de su tamaño (688 millas). El transporte en ferrocarril, autobús, ferry y bicicleta son también comunes en la isla. Las reglas de vialidad son similares a las del Reino Unido, con excepciones importantes solo en cuanto a los límites de velocidad. La edad mínima para conducir es de 16 años, se conduce por la izquierda y las distancias y velocidades se miden en millas.
Las áreas urbanas de la isla tienen límites de velocidad señalados. Fuera de ellas no hay ningún límite preestablecido. Sin embargo, se puede ser detenido por la policía por conducir a velocidades excesivas o de manera peligrosa.
Douglas, Ramsey, Laxey, Peel Terminal marina de la isla de Man, en Douglas, tiene en servicio transbordadores de ida y vuelta a Liverpool y Heysham. Durante el verano los servicios se extienden a Belfast y a Dublín.
La isla dispone solamente de un aeropuerto comercial, el Aeropuerto de la Isla de Man en Ronaldsway, que da servicio a la isla entera. El aeropuerto ofrece servicios regulares a la isla de Man desde aeropuertos regionales en Gran Bretaña: Mánchester, Liverpool, Dublín, Belfast, Londres (en los aeropuertos de Gatwick, Luton y London City) y Birmingham., así como a algunos aeropuertos en Francia, Países Bajos, España y Suiza.
La isla poseía antes un sistema de ferrocarril de vía estrecha extenso, operado a vapor y de manera eléctrica. Hoy en día la mayoría de las vías de ferrocarril a vapor han sido desmanteladas y el sistema ferroviario opera de forma limitada. Una agencia del gobierno de la isla, Transportes de la Isla de Man (en manés Arraghey Ellan Vannin), opera un ferrocarril de vapor entre las ciudades de Douglas y Port Erin, y uno eléctrico que circula entre Douglas y Ramsey. También hay un ferrocarril eléctrico de cremallera que une al pueblo de Laxey con la cima del monte Snaefell. Casi todas las líneas ferroviarias que aún permanecen son operadas con fines turísticos, aunque algunas personas las continúan usando como medio cotidiano de transporte.

#### Comunicaciones
Los servicios y medios de comunicación de la isla de Man son proporcionados por compañías locales y en algunos casos por el estado, o por compañías del Reino Unido con subsidiarios en la isla. La mayoría de las casas y negocios de la isla, así como todas las escuelas, tienen acceso a Internet.

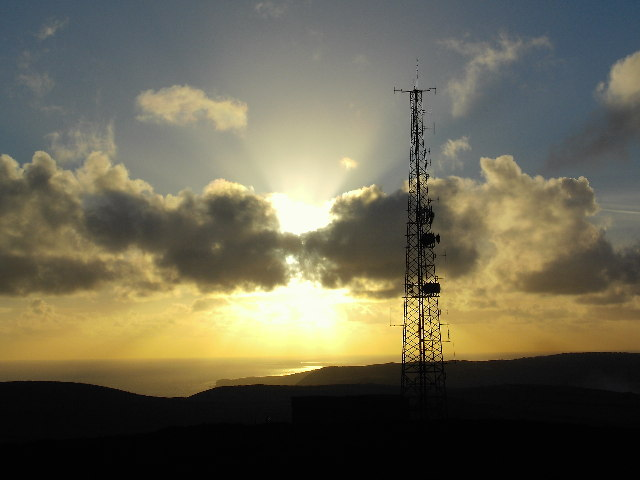
Torre de Radio en la Isla de Man

La televisión pública consta de cuatro canales, BBC One, BBC Two, de BBC North West, ITV (Border o Granada) y Channel 4. Se requiere tener un permiso para ser dueño de una televisión, y se puede ser multado por no tener el permiso mientras se está en posesión de un televisor. La isla cuenta también con una estación de radio nacional, MANX RADIO. La estación transmite programación musical de varios géneros y talk shows en FM (89, 97.2 y 103.7) y OM (1368 kHz). En la fecha del TT Isla de Man la estación transmite programación dedicada exclusivamente al evento en una segunda frecuencia, bajo el nombre de 'Radio TT'.
La prensa escrita de la isla es publicada principalmente por tres periódicos semanales; el Isle of Man Examiner, el Manx Independent y la publicación gratuita Isle of Man Courier. El contenido de estas publicaciones consta principalmente de noticias, deportes y publicidad. También se incluyen en los periódicos los nacimientos, casamientos, muertes y divorcios recientes de la isla.
El sistema de telefonía de la isla, avanzado y completamente digitalizado, es proveído por Manx Telcom, un subsidiario de BT que opera en la isla de Man. Los teléfonos públicos operan exclusivamente con monedas manesas, tarjetas telefónicas de Manx Telcom y tarjetas de prepago, las cuales pueden ser adquirdas en puestos de periódicos y oficinas de correo. Hay servicio de telefonía celular en casi toda la isla. Solo se pueden mandar de la isla paquetes y cartas con estampillas manesas, el costo por mandar una carta es de 22p dentro de la isla y 26p para cartas al Reino Unido. Muchas oficinas de correo ofrecen también servicios bancarios.

## Demografía
Según el censo intermedio de 2006 la isla de Man tiene 80.058 habitantes, de los cuales 26.218 residen en la capital de la isla, Douglas. La mayoría de la población es originaria de las islas británicas, con el 47,6% de la población nacida en la isla de Man, el 37.2% en Inglaterra, 3,4% en Escocia, 2,1% en Irlanda del Norte, 2,1% en la República de Irlanda, 1,2% en Gales y 0,3% en las islas del Canal. La población de la isla incrementó en 3.743 habitantes desde 2001, cuando la población registrada por el censo de ese año fue de 76.315.
La mayoría de la población manesa se concentra en las áreas urbanas en las costas y puertos de la isla, con una buena parte de esta (32.74%) residiendo en la capital.

### Idioma

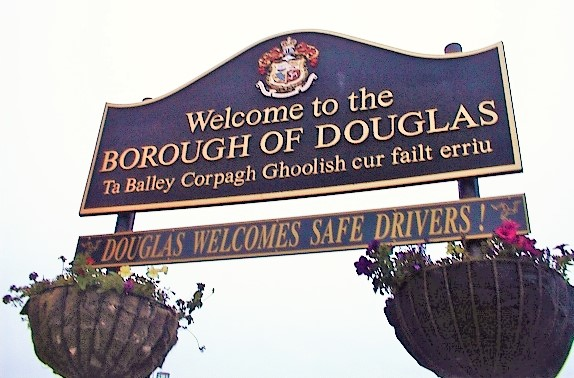
Letrero bilingüe en Douglas con texto en manés e inglés.

El idioma inglés lo habla casi la totalidad de la población de la isla y es también el idioma oficial. El gaélico manés es la lengua histórica y se hablaba tradicionalmente, pero hoy en día son pocos los que lo manejan de manera fluida o lo hablan de manera cotidiana. Hoy en día el gaélico manés se encuentra clasificado por la UNESCO como "en peligro crítico", pero en proceso de revitalización.
El manés es una lengua goidélica celta y es una de las lenguas celtas insulares habladas en las islas británicas, relacionada con el irlandés y el gaélico escocés. El gaélico manés ha sido oficialmente reconocido como una lengua autóctona regional legítima por la Carta Europea de las Lenguas Minoritarias o Regionales, firmada por el Reino Unido el 27 de marzo de 2001 en nombre del Gobierno de la Isla de Man.
A mediados del siglo XX había en la isla de Man pocos habitantes hablantes del manés como lengua materna: el último de ellos, Ned Maddrell, murió el 27 de diciembre de 1974. Para ese entonces, se estaba dando ya una revitalización del idioma entre la población de la isla y muchos habían aprendido el idioma como segunda lengua. Los primeros nuevos hablantes nativos del manés (hablándolo de manera bilingüe junto con el inglés) han surgido entre los hijos de padres que lo aprendieron como segunda lengua. Como parte de los intentos por revitalizar la lengua manesa, el gobierno ofrece clases de manés en las instituciones escolares desde 1992. A partir de 2003, el antiguo edificio de la escuela St John's ha sido utilizado por el Bunscoill Gaelgagh, escuela especializada en manés. Maestrías en manés son ofrecidas por la Universidad de la isla de Man y el Centro de Estudios Maneses. Existen en la isla también escuelas que enseñan solo en manés (llamadas "scoills"). En el censo de 2001, 1.689 de 76.315 personas (2,2% de la población) afirmaba tener conocimiento del idioma manés, aunque el grado con el que se conoce el idioma puede ser muy variado.
El uso común de la lengua se ve reflejado en los saludos moghrey mie y fastyr mie, que significan "buenos días" y "buenas tardes", respectivamente, y que se utilizan cotidianamente. Otra expresión en manés de uso frecuente es traa dy liooar, traducida al español como "tiempo suficiente" y que representa un estereotipo de la forma de vida relajada de los maneses.

### Religión

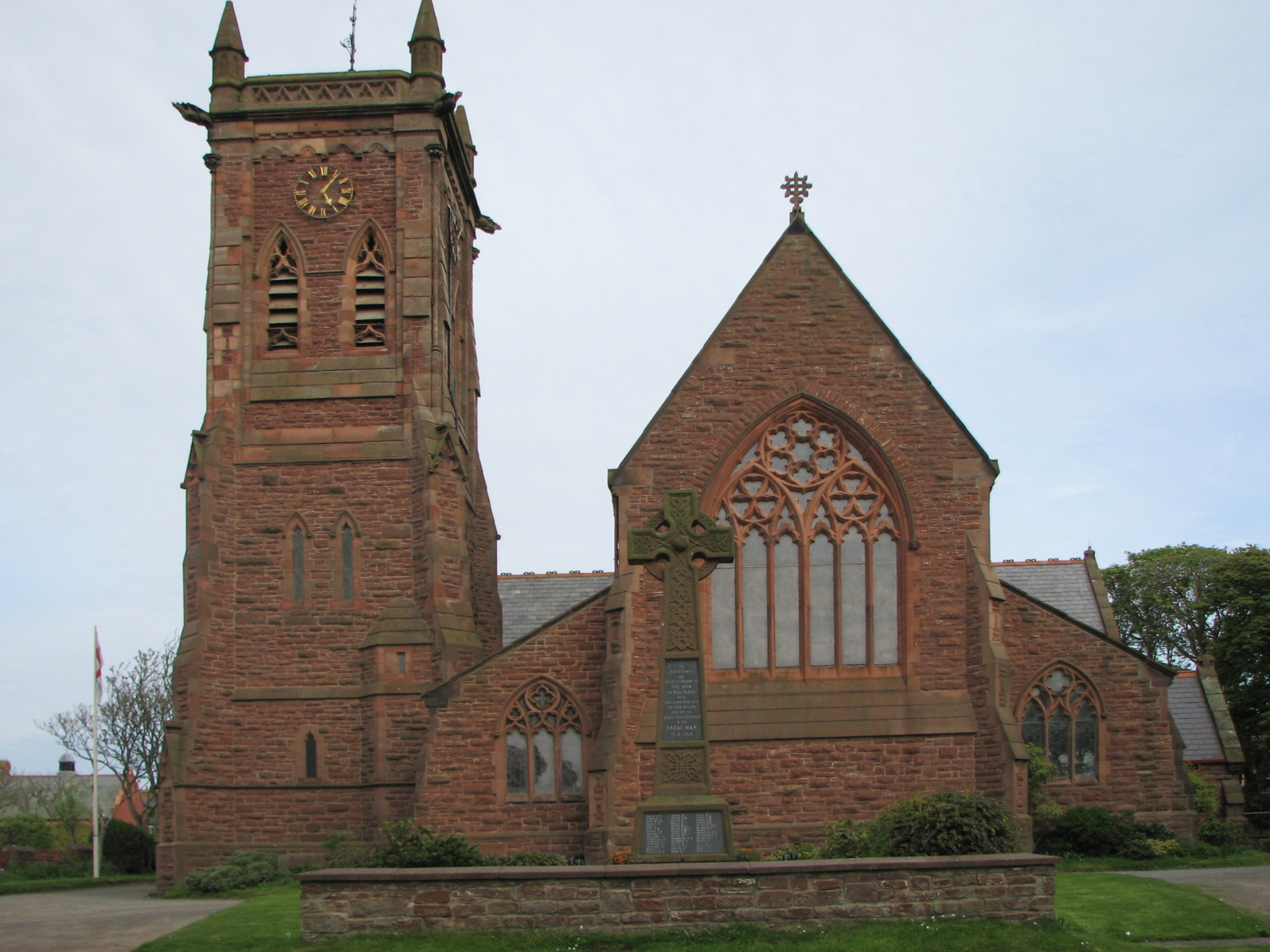
La catedral de Peel, la única de la isla.

La tradición religiosa predominante de la isla es el cristianismo, la Iglesia de la isla de Man es hoy parte de la Comunión anglicana. La diócesis de Sodor y Man, que abarca la isla en su totalidad y otras islas cercanas, ha estado presente de manera interrumpida desde 1154, tiempo durante el cual ha habido muchos cambios en la tradición y en detalles. Junto con todas las Iglesias anglicanas, la diócesis fue (hasta la Reforma protestante) parte de la Iglesia católica. La diócesis ha sido parte de las iglesias nacionales de Noruega, Escocia e Inglaterra. También ha estado bajo influencia de la tradición religiosa de Irlanda. Desde 1541 su obispo y sus 28 parroquias han sido parte de la provincia de York.
Otras iglesias cristianas están presentes en la isla de Man. Después de la Comunión anglicana la Iglesia con más fieles es el movimiento metodista, que es similar en tamaño a la diócesis anglicana. Hay ocho parroquias católicas, bajo la autoridad del arzobispo de Liverpool. Además hay cinco iglesias bautistas, cuatro iglesias pentecostales, dos iglesias de la Iglesia Reformada Unida y dos congregaciones de los testigos de Jehová, con un Salón del Reino.
Hay una pequeña comunidad judía en la isla, con una sinagoga en la ciudad de Douglas.
La Iglesia católica de la Isla de Man forma parte de la Iglesia católica mundial, bajo la dirección espiritual del Papa en Roma.

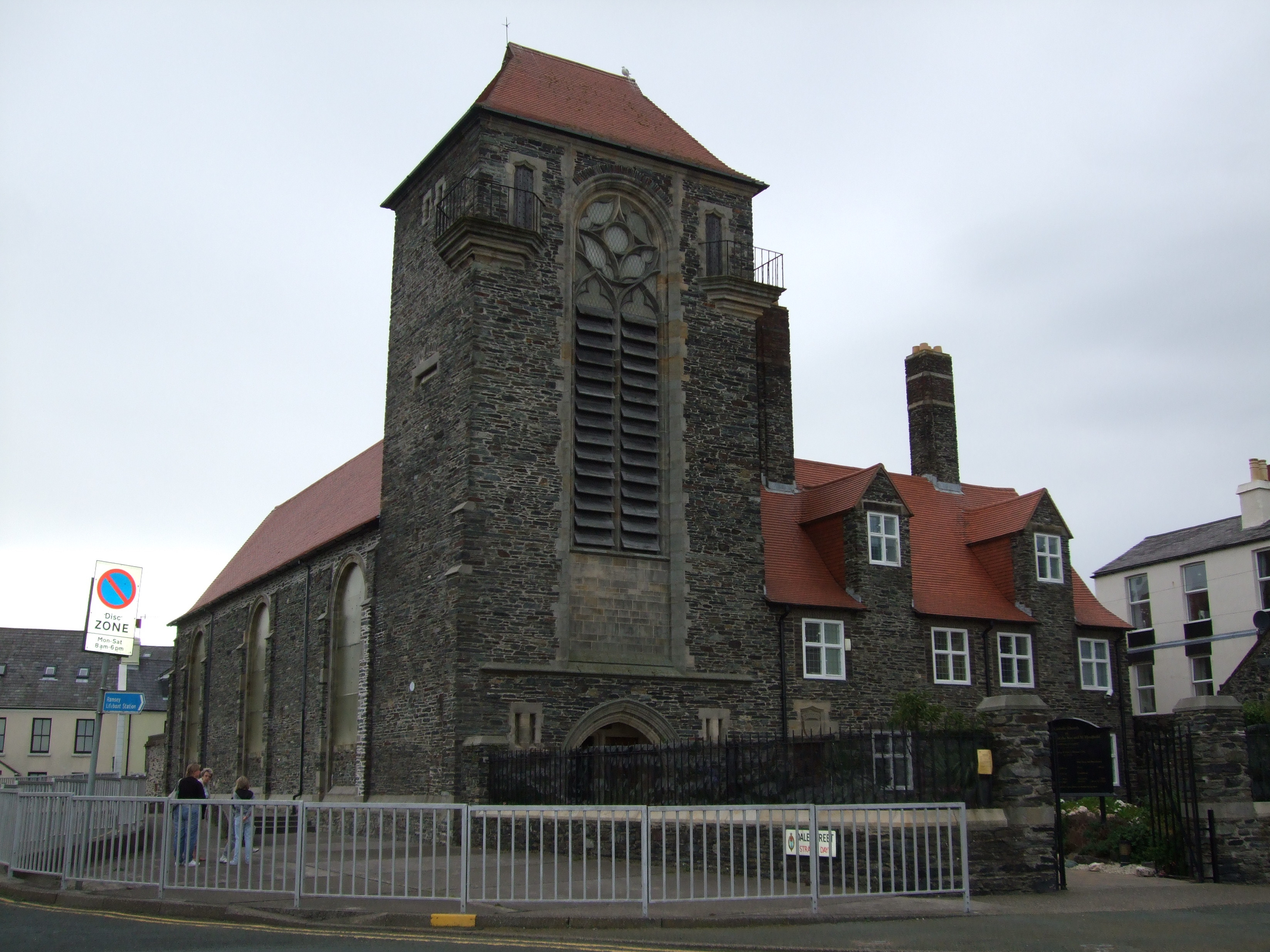
Iglesia de Nuestra Señora Estrella de los Mares y San Maughold

Aunque no forma parte del Reino Unido, por razones geopolíticas pertenece a la archidiócesis de Liverpool. Hay iglesias católicas en las principales ciudades, la mayor de las cuales es la de Santa María de la Isla, en Douglas. Un gran porcentaje de los católicos de la Isla de Man son irlandeses o descendientes de irlandeses.
Tras la Reforma inglesa, la Iglesia de Man se desligó de Roma y prohibió las prácticas católicas. Sin embargo, el tráfico de mercancías creó vínculos comerciales con Irlanda, Francia y otros países católicos, lo que proporcionó un núcleo para una pequeña comunidad católica.
En su periodo más anticatólico, el código penal inglés estipulaba la prisión perpetua por decir misa, declaraba a los católicos incapaces de comprar o heredar tierras y tipificaba como delito la posesión de un caballo de más de 5 libras. La isla no siguió estas prácticas: hasta muy avanzado el reinado de Isabel, los condes de Derby eran católicos e hicieron poco por extender la reforma a la isla, donde progresó con relativa lentitud. Aunque la Isla mostraba una considerable tolerancia religiosa (sin embargo, alrededor de la década de 1660 un pequeño grupo de cuáqueros de Maughold fue perseguido) y no tenía ninguna de las leyes penales sobre los católicos que tanto desfiguraron el libro de estatutos inglés, por supuesto estaban obligados a obedecer las leyes eclesiásticas de asistencia a la iglesia, lugares de matrimonio y entierro, etc. (varios sacerdotes católicos fueron encarcelados brevemente en el siglo XVIII por celebrar matrimonios ilegalmente), otro fue presentado en 1759 por asistir a un no católico.

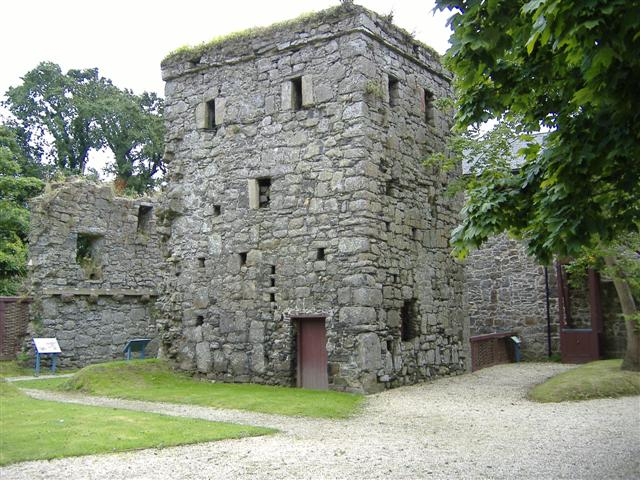
Ruinas de la Abadía de Rushen cerrada durante la Reforma protestante en 1540

A partir de 1779, un monje benedictino, el padre Johnston, que atendía la misión de St. Begh's Whitehaven, empezó a hacer visitas pastorales regulares: tomó nota de unos 29 católicos que vivían en la isla. En 1789, un sacerdote emigrado, el padre Louis, solicitó asilo en la isla; durante un tiempo ejerció de tutor de los hijos del gobernador y del obispo, mientras vivía en Castle Rushen. Ofrecía misa en un granero de Scarlett o en la casa de campo de alguna familia católica. Parece que abandonó la isla antes de 1794. A principios del siglo XIX, una afluencia de irlandeses que huían de la rebelión irlandesa de 1798 elevó el número de católicos a unos 200. Una de estas familias, los Fag, se trasladó a Scarlett. Una de estas familias, los Fagans, trajo a su capellán, el padre Collins, que hasta su muerte en 1811 parece haber atendido a la comunidad pesquera irlandesa de Castletown. Está enterrado cerca de St. Michael, que parece haber sido utilizada regularmente como capilla.
El primer sacerdote que residió en Douglas fue el padre Miles McPharlan; como dice el reverendo Demsey, su historia no carece de interés y también está relacionada con el levantamiento de Dublín. El teniente mayor Taubman (de la familia Nunnery) y un contingente de los Manx Fencibles fueron enviados a Dublín, donde el mayor Taubman se alojó en las habitaciones del padre McPharlan (aunque Peter Kelly, en su History of St Mary's, lo considera un mito). Cuando el padre McPharlan huyó a la isla hacia 1804, para escapar de las deudas contraídas al montar una fábrica de ladrillos para su parroquia irlandesa, se puso en contacto con el comandante Taubman, quien le cedió un terreno para una capilla en una cantera en desuso de la carretera Douglas-Castletown. Finalmente, en 1814 se construyó la pequeña capilla de Santa Brígida, aunque el P. McPharlan se marchó a Francia para escapar mejor de sus acreedores.

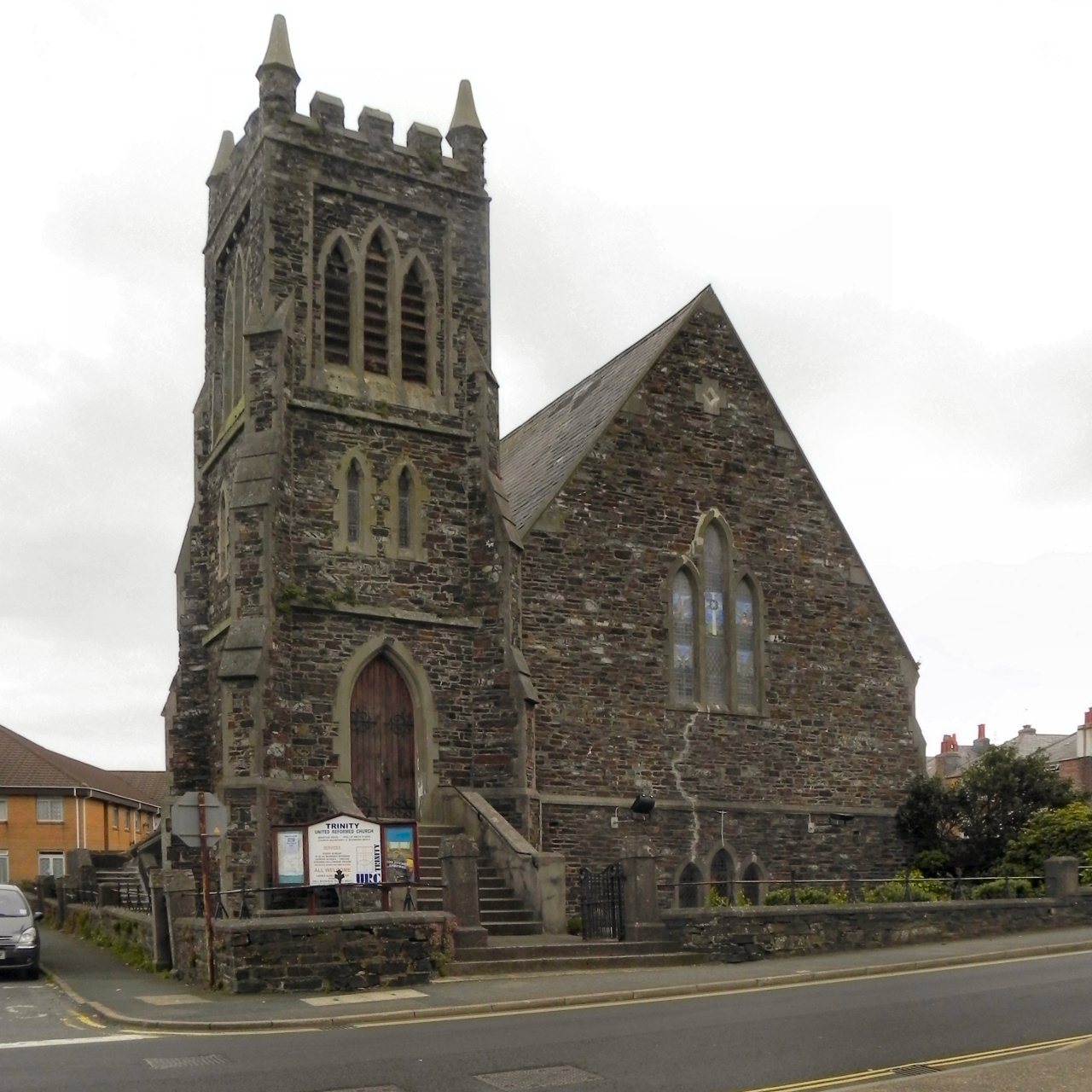
Iglesia Anglicana de la Trinidad en Ramsey

El Colegio Jesuita Irlandés, que había proporcionado algunos sacerdotes anteriores de forma temporal, accedió a proporcionar un sacerdote residente en 1823 - este fue el Padre Gahan, que también abrió St. Mary's en Castletown. Junto con el padre Gahan vino John Kelly, que enseñó en una escuela, St. Mary's, establecida en Douglas en 1824, que atrajo tanto a protestantes como a católicos, llegando a ser conocida durante muchos años por la amplitud de su plan de estudios. Los generosos amigos irlandeses del P. Gahan permitieron la compra de un antiguo teatro en la esquina de Athol Street y Prospect Hill, que fue adaptado para su uso como capilla y escuela en 1836. 
En una nota a pie de página añadida a la segunda edición de 1841 de la Guía de Quiggin, en la que se señalaba este traslado, se afirmaba que no se tenía conocimiento de que se hubiera producido en la isla una sola conversión de un nativo al papismo. Sin embargo, el P. Gahan murió en 1837 antes de que la iglesia estuviera totalmente lista, su monumento puede verse en los terrenos de Santa María - se le rindió un homenaje completo y generoso en el Mona's Herald - una carta al Manx Liberal (fechada el 6 de octubre de 1837), sin embargo, afirma que el monumento del P. Gahan en Krk Braddan había sido profanado en repetidas ocasiones, principalmente con mensajes escritos con tiza, pero también rayando la piedra.
Tras la reforma, las parroquias se vincularon a Irlanda, pero desde la década de 1850, con la restauración de la jerarquía inglesa, las parroquias de la isla se adscribieron a la archidiócesis de Liverpool. En la actualidad, la Iglesia Católica de la Isla de Man está oficialmente designada como Área Pastoral Veinticuatro bajo el Patrocinio de San Maughold.

### Salud

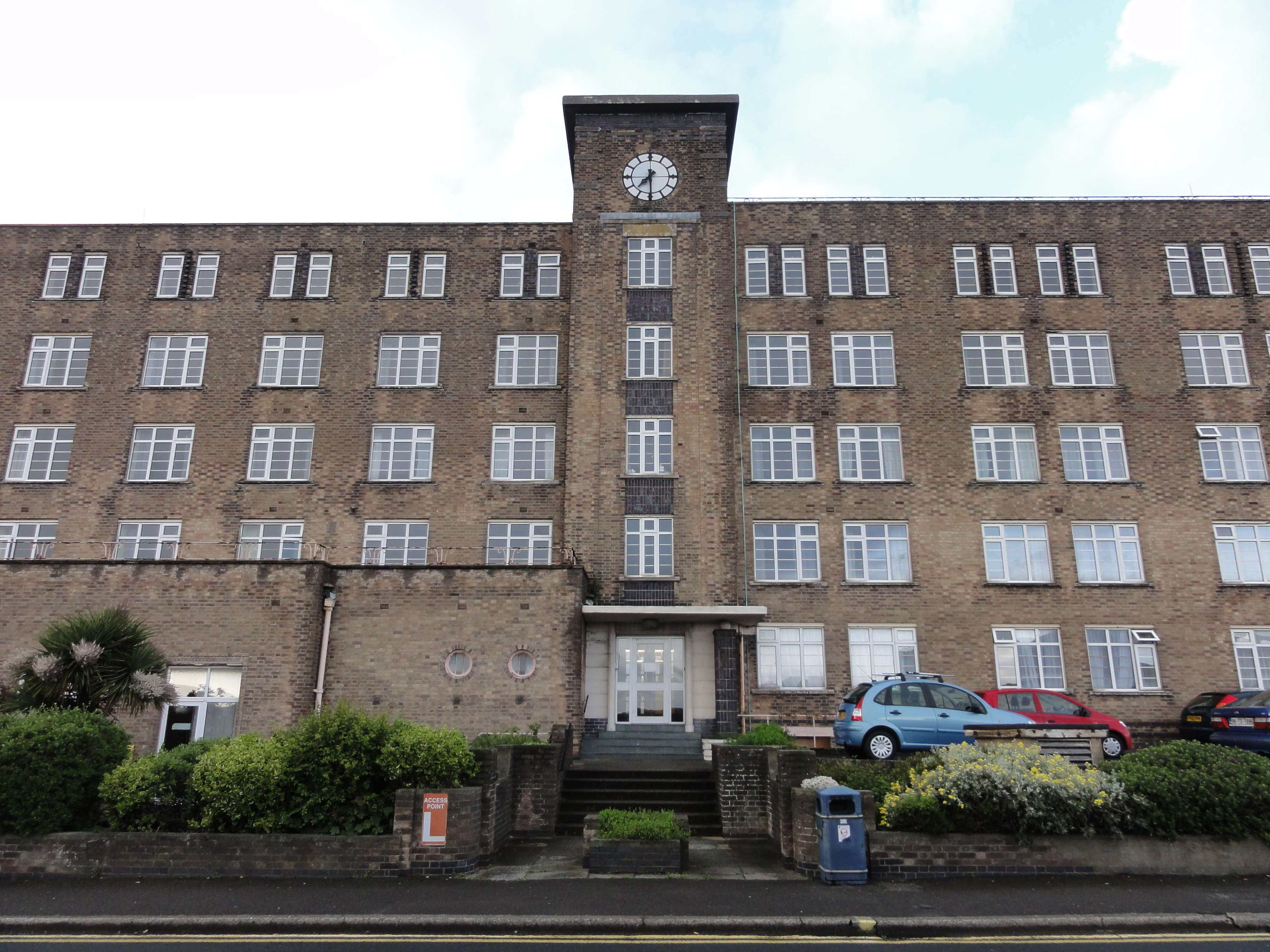
Hospital Nobles, Isla de Man

El Departamento de Sanidad y Seguridad Social (Manés: Rheynn Slaynt as Shickyrys Y Theay) o DHSS proporcionaba asistencia sanitaria (hospitales, médicos, odontología, servicio de ambulancias), servicios sociales (salud mental, trabajadores sociales y atención residencial) y seguridad social (pensiones estatales, prestaciones por hijos a cargo, prestaciones por enfermedad y subsidio por búsqueda de empleo).
Antes de la separación de sus componentes el 1 de abril de 2010, la DHSS era el mayor empleador de la Isla de Man, con más de 3.000 empleados. La DHSS fue sustituida en gran parte por dos nuevos Departamentos, el Departamento de Sanidad y el Departamento de Asistencia Social, y algunas funciones de la Seguridad Social se transfirieron al Tesoro de la Isla de Man.
El Departamento de Sanidad y Seguridad Social original se formó con la fusión del Consejo de Servicios Sanitarios y el Consejo de Seguridad Social en 1986. Su primer director general fue Ken Tomlinson, quien fue sustituido el 2 de junio de 2003 por David Killip, antiguo director general del Ministerio del Interior.
A partir del 1 de abril de 2010, junto con la mayoría de los demás departamentos del Gobierno de la Isla de Man, el antiguo DHSS fue objeto de una importante reestructuración que supuso la desaparición del Departamento, que fue sustituido en su totalidad por los Departamentos separados de Sanidad y Asistencia Social. 
Los cambios ministeriales y políticos supusieron que David Anderson MHK se convirtiera en Ministro de Sanidad, ayudado por Dudley Butt MLC como miembro político de Sanidad. David Killip, antiguo director general del DHSS, permaneció en el Ministerio de Sanidad. Martyn Quayle MHK pasó a ser Ministro de Asistencia Social y Chris Corlett, anteriormente director general del Ministerio de Comercio e Industria, pasó a ser director general del Ministerio de Asistencia Social.
La esperanza de vida al nacer en la Isla de Man se estimó en 81,3 años en 2017, 79,6 años para los hombres y 83,2 años para las mujeres. La tasa de mortalidad infantil fue de 4 muertes por cada 1000 nacidos vivos. La tasa de natalidad en 2016 alcanzó su nivel más bajo en 30 años.Entre 1996, y 2016 el número de personas mayores de 95 años aumentó un 188%.
La Dirección de Salud Pública tiene un presupuesto de alrededor de 1,6 millones de libras al año. Lleva a cabo programas de concienciación en las escuelas y el plan antitabaco Stoptober. Henrietta Ewart es la Directora de Salud Pública.

Aproximadamente una cuarta parte de los niños de cinco años tiene caries. En septiembre de 2017 se inició un proyecto piloto de cepillado dental supervisado de tres meses en seis guarderías organizado por la Dirección de Salud Pública, con planes para un programa más amplio que comenzará en 2018.

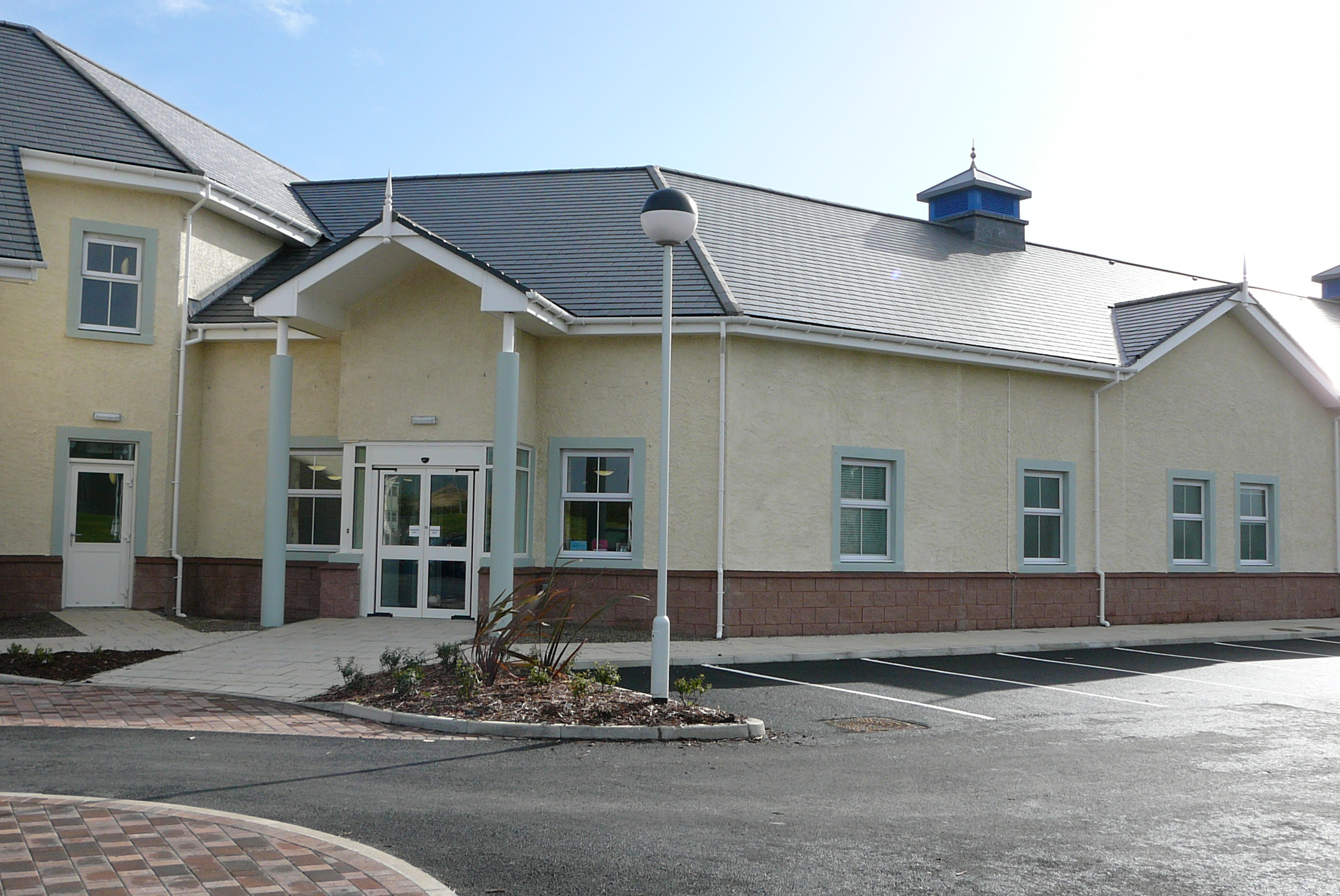
Hospicio de la Isla de Man

Los catorce consultorios generales tienen un sistema de listas. Los pacientes tienen que inscribirse en un médico de cabecera. Los residentes temporales del Reino Unido pueden utilizar el servicio gratuitamente. Los consultorios de la isla tienen una media de 1900 pacientes por médico. En septiembre de 2017 se puso en marcha un servicio digital para que los pacientes puedan concertar citas con el médico de cabecera y consultar su propia información sanitaria en línea. El servicio de médicos de urgencias de Manx está disponible cuando los consultorios están cerrados, de 18:00 a 8:00 y los fines de semana y festivos.
Los servicios de odontología están disponibles de forma similar a los del Reino Unido, con cobro por bandas y exenciones para niños, estudiantes, pensionistas, mujeres embarazadas y personas que reciben apoyo a los ingresos, subsidio por búsqueda de empleo basado en los ingresos o subsidio por personas empleadas, pensionistas por invalidez de guerra y personas ciegas.
Los residentes en la Isla de Man pueden someterse gratuitamente a exámenes oculares anuales. Los residentes en la Isla de Man disponen de vales del Servicio Nacional de Salud (NHS) para el coste de las gafas.
Desde septiembre de 2010, el precio de las recetas en Manx es de 3,85 libras por receta, menos de la mitad que en Inglaterra. Obtienen recetas gratuitas las personas que padecen enfermedades crónicas, así como las personas: menores de 16 años, menores de 19 años y escolarizadas a tiempo completo, embarazadas, que reciben asistencia pública, presos, pensionistas y menores de 75 años, o mayores de 75 años.
En abril de 2018, se anunció que los dentistas del SNS en la isla estaban al máximo de su capacidad y que podrían pasar años hasta que se registraran nuevos pacientes.

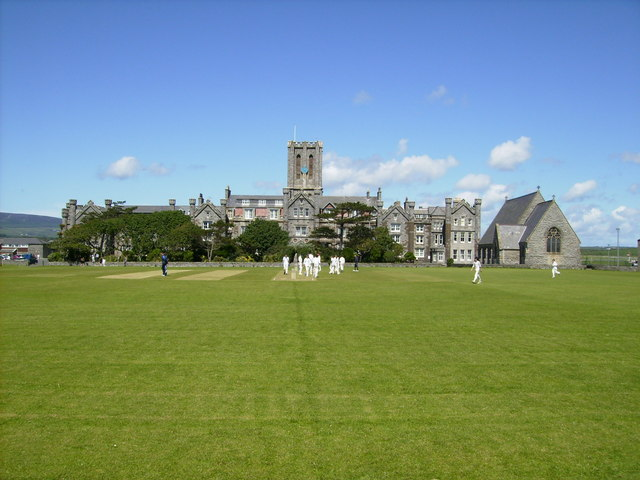
King William College cerca de Castletown, Isla de Man

### Educación
La educación en la Isla de Man es obligatoria para los niños de entre 5 y 16 años. Como dependencia de la Corona, el Parlamento y el Gobierno de la Isla de Man tienen competencia sobre todos los asuntos internos, incluida la educación; no obstante, la estructura y el plan de estudios se ajustan en líneas generales a los de las escuelas del Reino Unido y, en particular, al plan de estudios nacional inglés.La educación está supervisada por el Departamento de Educación, Deporte y Cultura y regulada por la Ley de Educación de la Isla de Man de 2001. En septiembre de 2017 había 6.492 alumnos en primaria y 5.218 en secundaria.
Antes de 1675 no había escuelas en la Isla de Man y la educación era impartida por la iglesia. Esto cambió con la llegada del obispo Isaac Barrow, que estableció una escuela en cada parroquia.
El sistema educativo de la Isla de Man es similar al de Inglaterra. La escuela primaria consta de siete años, y la secundaria, de siete. Los cinco centros de secundaria de la Isla de Man cuentan con un centro de sexto curso.

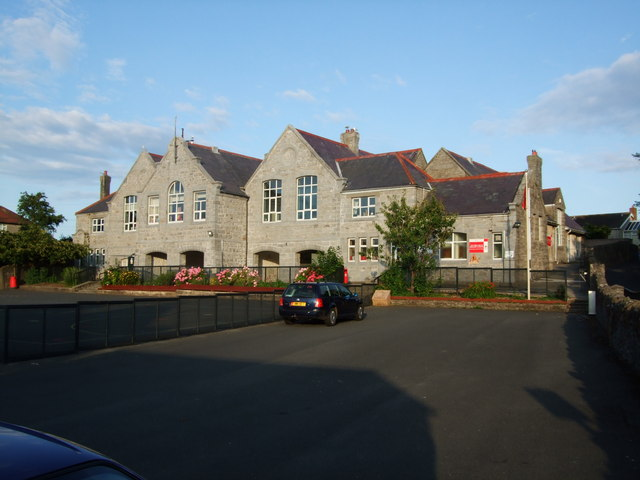
Escuela Primaria en Castletown

El Departamento de Educación, Deporte y Cultura (Rheynn Ynsee Spoyrt as Cultoor) es un departamento del Gobierno de la Isla de Man.
El departamento era anteriormente el Departamento de Educación e Infancia y pasó a denominarse Departamento de Educación, Deporte y Cultura en virtud del Documento Estatutario n.º 2017/0325 con efecto a partir de noviembre de 2017.
La ministra actual (desde 2021) es Julie Edge.
El Departamento de Educación fue rebautizado durante la remodelación del Gobierno de abril de 2010 como Departamento de Educación e Infancia.
El Consejo de Educación de la Isla de Man se creó como Consejo de Tynwald en 1872 y pasó a denominarse Consejo de Educación en 1899. Fue reconstituido y rebautizado como Consejo de Educación de la Isla de Man en 1946.Su función era supervisar y proporcionar fondos a los consejos escolares locales elegidos y, después de 1920, a la Autoridad Central de Educación de la Isla de Man, elegida por el pueblo, que los sustituyó. La Autoridad pasó a denominarse Autoridad Educativa de la Isla de Man en 1923. 

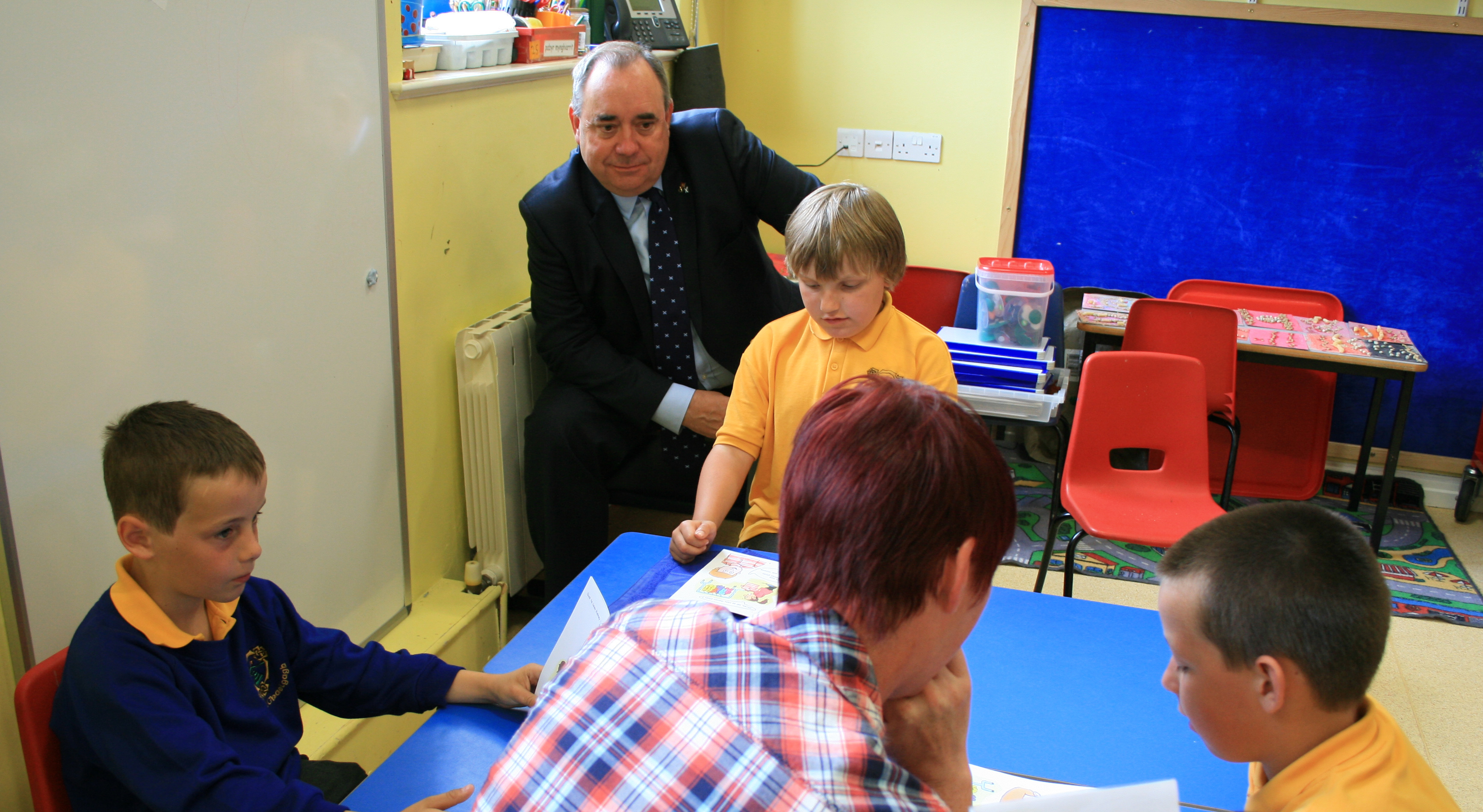
El entonces Ministro principal de Escocia visitando una escuela que ofrece educación en lengua manesa

La Ley de Educación de la Isla de Man de 1949, que se basaba en la "Ley Butler" del Reino Unido de 1944, mantuvo esta estructura de dos niveles, asumiendo la Junta el papel de Ministerio de Educación y la Autoridad el de autoridad educativa local.A medida que el Gobierno de la Isla de Man fue adquiriendo mayor autonomía después de 1950, una Autoridad Educativa separada de 24 miembros elegidos, paralela y rival de la Cámara de las Llaves, se hizo cada vez más anómala y difícil de manejar, pero demostró ser muy tenaz. Un intento de racionalizar el sistema en 1968 sólo dio como resultado la fusión de la Autoridad con el Consejo, que a partir de entonces se componía de 5 "miembros del Tynwald" nombrados por el Tynwald y 24 "miembros no pertenecientes al Tynwald" elegidos, los primeros con control sobre las finanzas y ciertos poderes de veto.
En 1987 se creó el Departamento de Educación como parte del nuevo sistema ministerial, pero un nuevo intento de eliminar el elemento electo sólo tuvo éxito en parte. El Consejo se reconstituyó como un órgano de 15 miembros elegidos con funciones muy reducidas; de hecho, se convirtió en un panel del que salían los miembros de los órganos de gobierno de los centros de primaria y secundaria y del Isle of Man College. Finalmente se disolvió en junio de 2009.

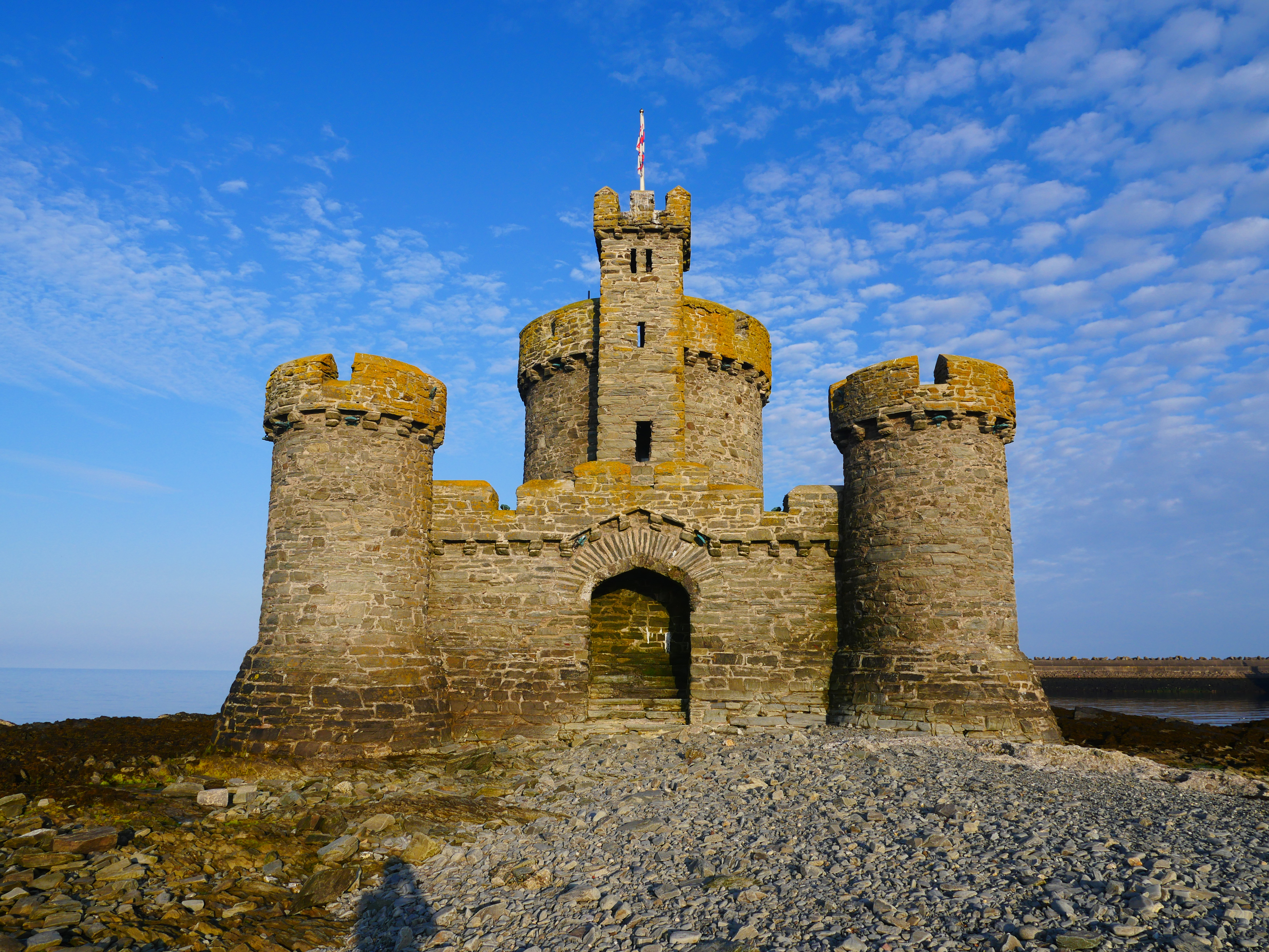
Torre de Refugio en la Isla de Man

## Cultura
La cultura de la isla de Man está fuertemente influenciada por sus orígenes celtas y nórdicos. Sin embargo, debido a su proximidad al Reino Unido, su popularidad como destino turístico entre los británicos y a la reciente inmigración de trabajadores provenientes del Reino Unido, la influencia británica en el país ha sido dominante desde el periodo de dominio británico. Actualmente, varias campañas intentan conservar lo que aún permanece de la cultura original de la isla, después del largo periodo de influencia británica. El incremento en el interés por el manés, la historia y la música tradicional han sido el resultado de estas campañas.

### Símbolos nacionales

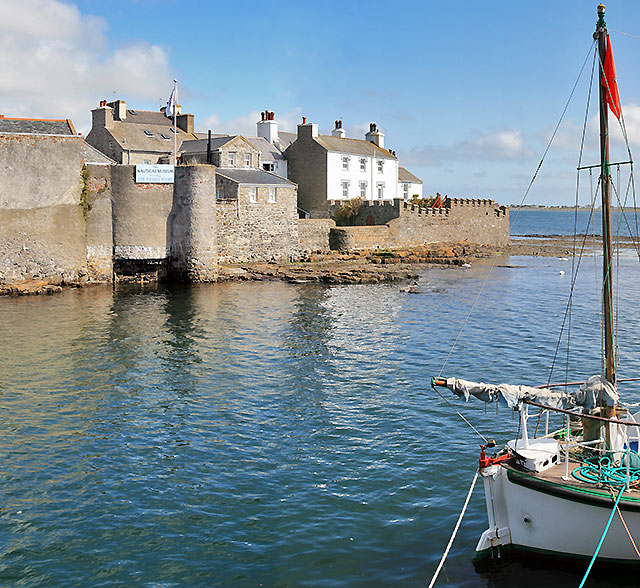
Museo náutico de la Isla de Man

#### Tres Piernas de Man
El símbolo nacional de la isla son las tres piernas de Man (en inglés: Three Legs of Man), fueron usadas como símbolo nacional por primera vez en el siglo XIV. El símbolo es un trisquel: tres piernas armadas, dobladas por la rodilla y unidas en el muslo, corriendo en el sentido de las manecillas del reloj y con el lema en latín 'Quocunque Jeceris Stabit' ('Comoquiera que lo tires permanecerá de pie'). El lema es una representación de la independencia y resistencia de los habitantes de la isla. El símbolo aparece también en el escudo de la isla, acompañado además por el lema nacional, un halcón peregrino a la izquierda y un cuervo a la derecha.

El origen de las Tres Piernas es explicado de manera fantástica en una leyenda manesa, que cuenta cómo el dios Manannán evitó la invasión de la isla transformándose en tres piernas y rodando colina abajo, derrotando a los invasores. Otra versión relata que en un ataque de rabia Manannán prendió fuego a las piernas y las rodó por una colina. El símbolo está relacionado con el emblema de Sicilia (tres piernas desnudas alrededor de la cabeza de Medusa) y la suástica. Ambos símbolos tienen una larga tradición pagana y representaban al sol.

Escudo de la isla de Man; las Tres Piernas de Man en el centro, el lema nacional en la parte inferior, y el halcón y cuervo a los costados.

#### Himno nacional y otros símbolos
El himno nacional de la isla fue escrito en inglés y la música adaptada de una canción tradicional manesa por William Henry Gill. La letra fue adaptada posteriormente al idioma manés por John J. Kneen. El himno completo consta de ocho versos, pero suele cantarse solo el primero:
"O Land of our birth, O gem of God's earth, O island so strong and so fair; Built firm as Barrule, Thy throne of home rule makes us free as thy sweet mountain air."
La bandera nacional, que muestra a las Tres Piernas de Man sobre un fondo rojo, es otro símbolo importante de la isla. Es ondeada por muchos maneses el 5 de julio, o el Día Tynwald. Durante este día se promulgan las nuevas leyes en la Colina Tynwald en St John's, una tradición que data de tiempos vikingos. Gracias a su extensa tradición celta, la isla tiene su propio tartán, tejido con los colores azul pálido, amarillo, blanco, verde y morado. Los senecios y varias especias de fauna endémicas de la isla son considerados a veces como símbolos nacionales 'no oficiales' de la isla de Man.

### Gastronomía

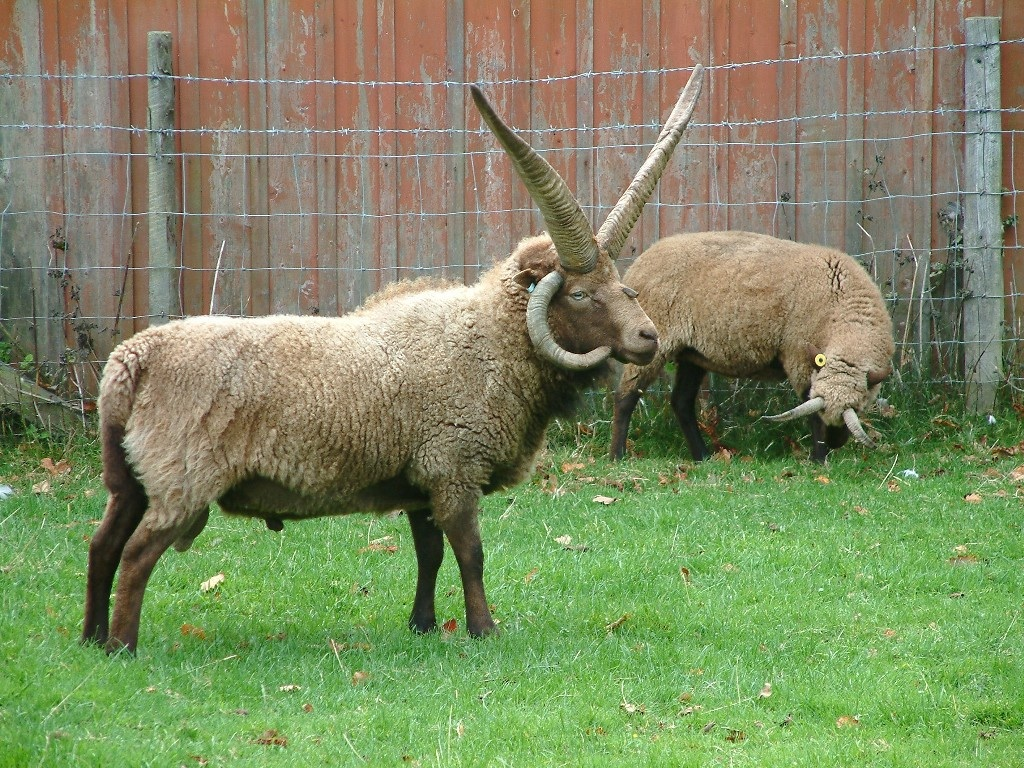
El loaghtan manés es criado por su carne y desempeña un papel importante en la gastronomía de la isla.

La gastronomía de la isla está basada extensamente en la carne, ya sea de cordero, res, ave, puerco o pescado, por lo que es raro encontrar restaurantes que sirvan platos exclusivamente vegetarianos. A pesar del reciente crecimiento cosmopólito de la isla, es aún difícil encontrar establecimientos especializados o de origen extranjero como cafés y bares de vino.
El plato nacional por tradición de la isla, 'spuds and herrin', consiste en patatas cocidas con arenque, también llamado kipper. El mar alrededor de la isla de Man es abundante en kipper, cangrejo, langosta manesa y ostra, entre otros, todos estos forman parte de la gastronomía de la isla y son utilizados en la elaboración de delicias de la comida marina. A pesar de la abundancia de pescado en el mar de Irlanda, hoy en día mucho del pescado consumido en la isla es producto del mar del Norte.
Las papas fritas con queso y gravy es también, como en otras partes del Reino Unido, un plato popular en la isla. Este plato, similar a la poutine canadiense, puede ser adquirido en la mayoría de los establecimientos de comida rápida de la isla y es preparado con papas fritas, queso cheddar manés y una capa espesa de gravy.
También son especialidades de la isla el cordero manés, o loaghtan, una raza de borrego indígena de la isla, que posee carne oscura de buen sabor, los quesos de varios sabores, el pay de mora azul, el helado, el chocolate, el salmón y otras carnes ahumadas y la cerveza, producida en varias cervecerías locales desde hace varios siglos.

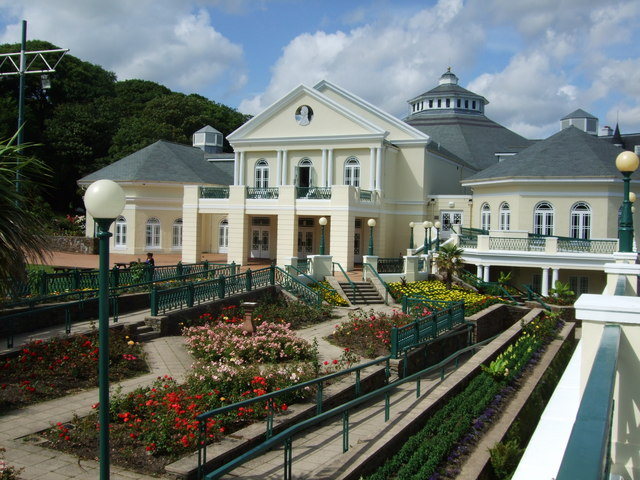
Villa Marina un teatro en la Isla

### Música
La música de la Isla de Man refleja influencias celtas, nórdicas y otras, incluyendo las de sus vecinos, Irlanda y Reino Unido. En la isla se interpreta una amplia gama de música, como rock, blues, jazz y pop.
Su música folclórica tradicional ha experimentado un renacimiento desde la década de 1970, comenzando con un festival de música llamado Yn Chruinnaght en Ramsey, que formó parte de un renacimiento general de la lengua y la cultura manxas después de la muerte del último hablante nativo de manx en 1974.
La Isla de Man fue mencionada en la canción de Who "Happy Jack" como la patria del personaje titular de la canción, que siempre está en estado de éxtasis, sin importar lo que le suceda. La canción "The Craic was 90 in the Isle of Man" de Christy Moore describe una animada visita durante el apogeo turístico de la isla. La isla es también el lugar de nacimiento de Maurice, Robin y Barry Gibb, de los Bee Gees.

### Deportes

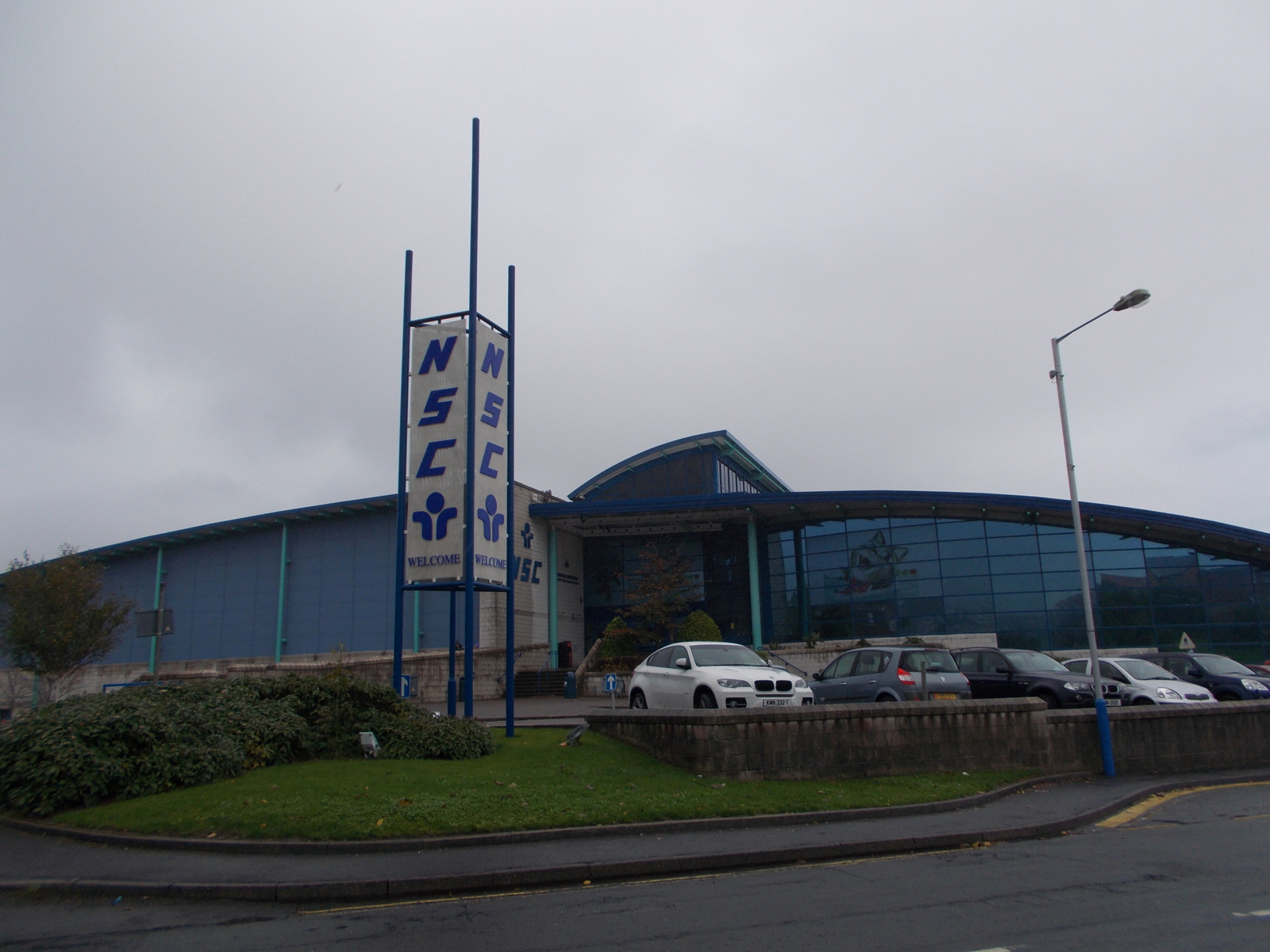
Centro Nacional Deportivo de la Isla de Man, en Douglas

La isla de Man tiene representación como nación en los Juegos de la Mancomunidad y en los Juegos de las Islas y fue la sede de los Juegos de la Juventud de la Mancomunidad en el 2011. La isla de Man ha participado en los Juegos de la Mancomunidad desde Cardiff 1958, a la fecha ha ganado tres medallas de oro, una de plata y cuatro de bronce. El medallista de oro más reciente es Mark Cavendish, ciclista profesional, que obtuvo la medalla en el 2011 en el Campeonato Mundial en Ruta. Cavendish ha tenido éxito en otras competiciones de ciclismo y a la fecha ha ganado treinta y cinco (35) etapas del Tour de Francia, siendo el ciclista con más victorias de etapa en esta carrera superando por una (1) a Eddy Merckx. La isla fue uno de los fundadores de los Juegos de las Islas en 1985, y fue sede del evento en 2001.
Isla de Man también cuenta con grandes representantes dentro del ámbito del taekwondo con representantes como Aroon Cook que ya para el Campeonato mundial de Tae Kwon Do de Puebla en México Se proclama campeón mundial. Y para septiembre de 2013 Campeón Panamericano en su categoría.
Equipos e individuos de la isla de Man participan en varios deportes dentro y fuera de la isla incluyendo rugby, gimnasia, hockey sobre césped, netball, boliche y críquet. Debido a que es una isla, muchos residentes practican deportes acuáticos como la natación.

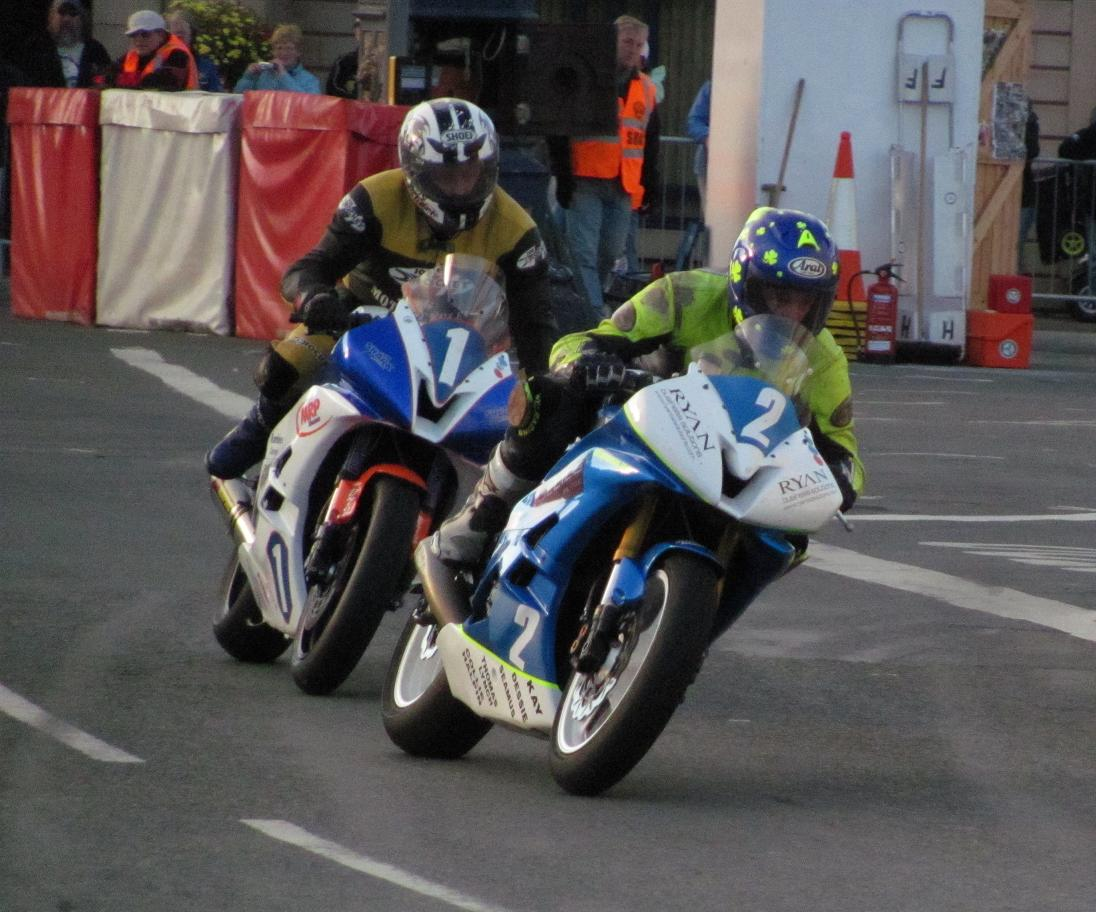
Manx Grand Prix de 2010

#### Motociclismo
El principal evento de motociclismo asociado con la isla es el TT Isla de Man, que comenzó a celebrarse anualmente desde 1907 y que ahora tiene lugar a finales de mayo y principios de junio, el evento es reconocido de manera internacional y antes formaba parte del Campeonato Mundial. Está considerada como una de las carreras más peligrosas del mundo, con más de 250 víctimas fatales en su historia.
Por otra parte, el Manx Grand Prix es un evento para aficionados que se realiza a finales de agosto y principios de septiembre. Ambos eventos son realizados en la pista Snaefell Mountain Course, que tiene 60.70 km (37.74 mi) de longitud.

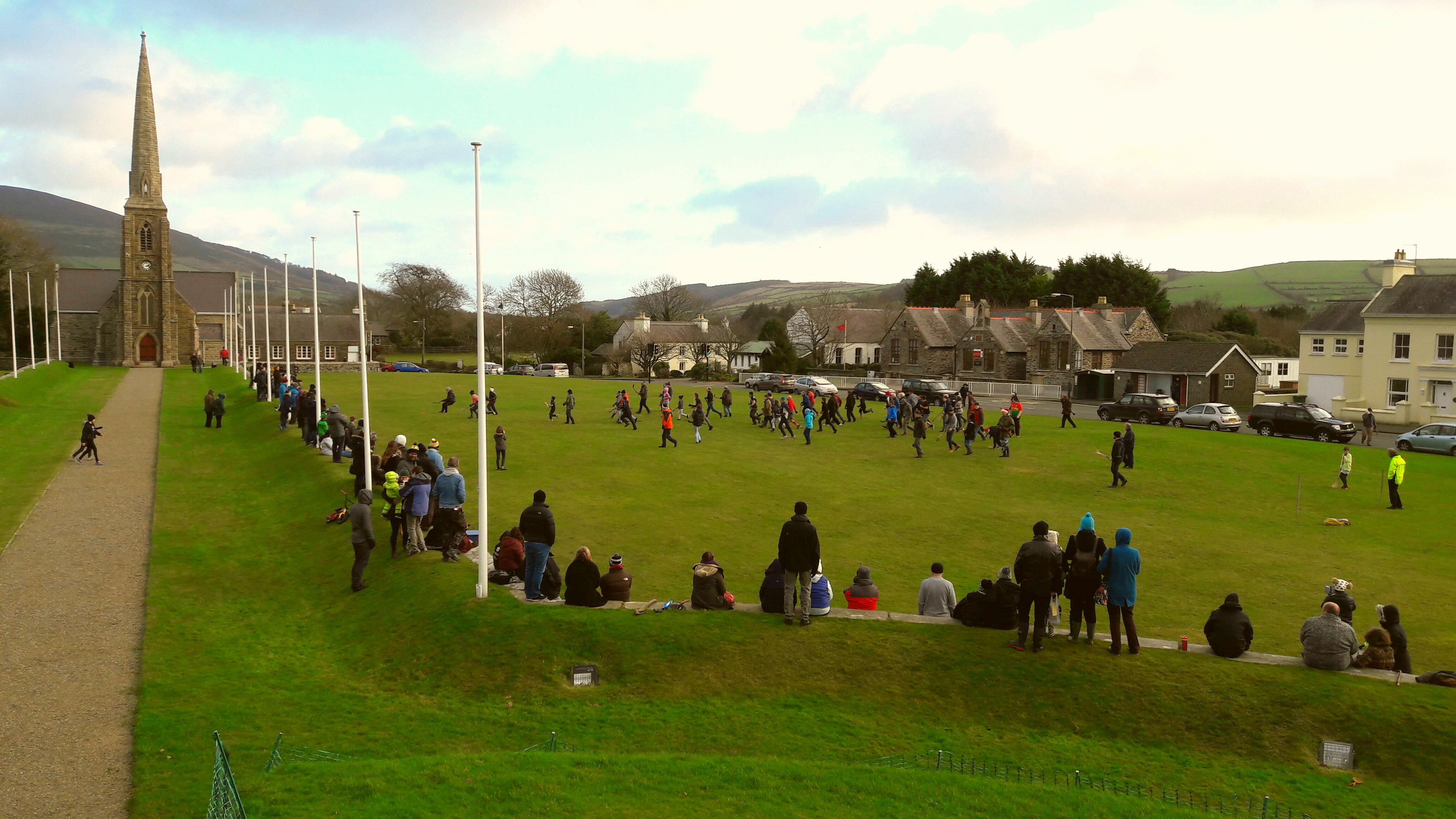
Cammag en 2016

#### Cammag
El cammag es el deporte nacional de la isla de Man. Es similar al hockey inglés, una excepción es que el número de jugadores por equipo no tenía límite, por esta razón los campos de juego se llegaban a extender a tamaños enormes. El palo con el que se juega es llamado cammag y la bola es llamada crick. Es también similar el deporte irlandés hurling y al deporte escocés shinty. En algún momento el deporte más popular de la isla, dejó de ser jugado a principios del siglo XX, después de la introducción del fútbol a la isla. Ha sido resucitado recientemente con un partido anual en el colegio St. John's de la isla.

### Cine
La Isla de Man tiene dos cines, ambos en la ciudad de Douglas. El cine Broadway está ubicado en el complejo de Villa Marina y el Teatro Gaiety, propiedad del gobierno y dirigido por este. Tiene una capacidad de 154 personas y también se utiliza para albergar conferencias.
El Palace Cinema está situado al lado del hotel abandonado Castle Mona y es operado por el Grupo Sefton. Tiene dos pantallas: La pantalla uno tiene capacidad para 293 clientes, mientras que la pantalla dos es más pequeña con una capacidad de sólo 95. Fue ampliamente renovado en agosto de 2011.